# Immigration en France
Pour un article plus général, voir Démographie de la France.
L'immigration en France est l'entrée sur le territoire national de personnes en provenance d’un autre pays qui viennent pour un long séjour ou pour s'installer. Elle se traduit par des flux migratoires et par des franchissements de frontières. Le dénombrement et la caractérisation des différentes catégories de personnes (immigrants, immigrés, étrangers) sont établis à l'aide des données recueillies par l'Insee dans le cadre du recensement de la population ou d'études spécifiques récurrentes ou ponctuelles, comme l'étude Trajectoires et Origines, organisée conjointement avec l'Ined et de données en provenance du ministère de l'Intérieur, notamment les titres et documents de séjour.
L’immigration vers la France est un processus historique remarquable dès la révolution industrielle au XIXe siècle et également lié à des recrutements de travail après la Seconde Guerre mondiale, depuis les colonies françaises, pour la reconstruction du pays. Des mines de Lorraine et du Nord aux industries parisiennes, jusqu’au couloir industriel lyonnais, les personnes immigrées ont constitué une force de travail majeure. Après les trois premières vagues d'immigration (Révolution industrielle, Entre-deux-guerres et Trente glorieuses) se sont succédé deux périodes : la mise en place une politique de maîtrise des flux migratoires (1974-2006) s'accompagnant notamment d'une immigration massive (années 1980 et 1990), suivie à partir de 2006 du développement de la notion d'immigration choisie avec des régularisations au cas par cas, puis d'un durcissement de la législation à partir de 2020.
La proportion d'immigrés au sein de la population française a assez peu évolué jusque dans les années 2000. Elle se situe dans une fourchette étroite entre 5 et 7 %, identique a celle de l'Entre-deux-guerres. Depuis le début des années 2000, elle croît régulièrement et atteint 10,7% au 1er janvier 2024, soit 7,3 millions d'immigrés, dont 2,5 millions, soit 34 % d'entre eux, ont acquis la nationalité française. La population étrangère vivant en France s'élève quant à elle à la même date à 5,6 millions de personnes, soit 8,2 % de la population totale. En comparaison, les personnes étrangères représentaient 7,2 % de la population de l'Union européenne.
Le nombre de migrants européens (notamment Espagnols, Italiens et Portugais) croît jusqu’en 1975 puis s’amenuise avant d’être dépassé par celui des populations originaires du continent africain au cours de la période 1982-1990. L’augmentation remarquable du nombre des Africains, originaires pour la plupart du Maghreb, atteste de la forte demande de main-d’œuvre durant les années de forte croissance économique des Trente Glorieuses. Elle s'accentue dans les années 2010 et singulièrement depuis 2015 avec la crise migratoire en Europe. Parmi l’ensemble des immigrés vivant en France en 2023, les nationalités les plus représentées sont l'Algérie (12,2 %), le Maroc (11,7 %) et le Portugal (7,9 %).
Selon les données du ministère de l'Intérieur, 326 954 premiers titres de séjour ont été délivrés en 2023, soit une légère hausse de 2,5 % par rapport à 2022. Le motif étudiant est le premier motif d’attribution d’un titre de séjour, suivi par les titres pour motif familial. Les principaux pays d'origine des bénéficiaires de premiers titres de séjour sont le Maroc, l'Algérie, la Tunisie.

## Définitions et origine des données sur l'immigration

Schéma explicitant les définitions des catégories Étranger, Immigré, Immigrant et Français dans la démographie française.

### Définitions
Deux types de migrations sont à différencier : les migrations de court terme d'une durée de trois mois (durée de séjour à partir de laquelle un étranger est tenu d’avoir un titre de séjour) à un an et, au-delà de cette limite, les migrations de long terme au sens des conventions internationales. Seules les migrations de long terme sont étudiées statistiquement.

#### Immigrant
Un immigrant de longue durée est, selon l’ONU, une « personne physique établissant sa résidence habituelle pour une période atteignant ou supposée atteindre au moins un an sur le territoire d’un État autre que celui de sa dernière résidence habituelle ». La résidence habituelle est définie comme l’endroit où une personne passe habituellement sa période de repos quotidien. Sont exclus les travailleurs frontaliers mais aussi les étudiants. Ces derniers peuvent bénéficier d’un titre de séjour d’une durée égale à un an, ce qui les range dans la catégorie « immigrants de long terme », au sens international, mais le groupe permanent chargé des statistiques pour le Haut Conseil à l'intégration (HCI) a choisi de ne pas les classer dans la catégorie des séjours à vocation permanente, du fait de leur caractère temporaire par nature
Au sens de la loi sur les statistiques communautaires, un immigrant est celui qui entreprend une «immigration»: au sens de l'établissement, par une personne, de sa résidence habituelle, pour une période atteignant ou supposée atteindre douze mois au moins, sur le territoire d'un État membre après avoir eu précédemment sa résidence habituelle dans un autre État membre ou dans un pays tiers.

#### Français
La nationalité française est attribuée à la naissance dans les cas suivants : pour l’enfant né en France ou à l’étranger dont l’un au moins des parents est Français (droit du sang) ou pour l’enfant né en France de deux parents apatrides ou lorsque l’un de ses parents au moins y est lui-même né (double droit du sol),.

#### Étranger
Est étrangère, toute personne résidant en France qui n’a pas la nationalité française. Certaines personnes acquièrent la nationalité française au cours de leur vie. Elles deviennent alors des « Français par acquisition » par opposition aux « Français de naissance ».

#### Immigré
Dans la statistique française, les populations immigrantes ont longtemps été appréhendées uniquement par leur nationalité, la catégorisation par la nationalité étant alors présentée comme la classification la plus respectueuse des droits des populations immigrantes. Depuis 1851, le recensement produit ainsi une nomenclature en trois positions distinguant les Français de naissance, les Français par acquisition et les étrangers. L’usage de la catégorie « immigré » est officialisé en 1991 : est immigrée une personne née étrangère à l’étranger, c’est-à-dire venue s’installer en France pour un an au moins, qu’elle ait acquis ou non la nationalité française par la suite. Si elle acquiert la nationalité française après son arrivée, elle continue de compter parmi les immigrées. Les personnes nées Françaises à l’étranger et vivant en France ne sont donc pas comptabilisées,. Le recensement de la population comptabilise toutes les personnes résidant en France indépendamment de leur situation administrative. Aucune information n’est demandée sur la situation administrative des personnes enquêtées et aucun document relatif à leur identité n’est requis. Les personnes n’ayant pas de document autorisant leur séjour en France, c’est-à-dire en situation irrégulière, sont donc recensées et comptabilisées dans l’ensemble de la population, sans qu’il soit possible de les identifier en tant que telles.

#### Rapatriés
Les rapatriés sont des « personnes nées Françaises dans l’un des anciens territoires coloniaux avant les indépendances, soit dans l’un des pays suivants : Algérie, Bénin, Burkina Faso, Cameroun, République centrafricaine, Tchad, république du Congo (Congo-Brazaville), Gabon, Guinée, Côte d’Ivoire, Mali, Mauritanie, Niger, Sénégal, Togo, Djibouti, Comores, Madagascar, Vietnam, Cambodge et Laos. Les rapatriés sont inclus dans la population majoritaire et ne sont pas des immigrés. Cette terminologie ne renvoie pas à un statut légal particulier des personnes au moment de leur arrivée en France métropolitaine ».

#### Pays de naissance
Au sens de la loi sur les statistiques communautaires, le «pays de naissance» est «le pays de résidence (dans ses frontières actuelles, si l'information est disponible) de la mère au moment de la naissance ou, à défaut, le pays (dans ses frontières actuelles, si l'information est disponible) dans lequel la naissance a eu lieu».

### Origine des données sur l'immigration
Les données sur l'immigration en France proviennent de plusieurs sources et institutions, chacune ayant des méthodes et des objectifs spécifiques. Les principales origines de ces données sont les suivantes.

#### Insee
L'Insee utilise les données issues du recensement de la population pour estimer le nombre d'immigrés résidant ou entrant chaque année en France. Le recensement comptabilise uniquement les personnes installées en France depuis douze mois ou plus ou qui comptent s'y installer pour douze mois ou plus. Des enquêtes régulières auprès des ménages permettent également de collecter des informations détaillées sur les origines géographiques, la situation sur le marché du travail, la fédération des immigrés, etc. Ces enquêtes sont réalisées tous les ans pour un cinquième de la population, et les résultats sont actualisés en continu. Certaines enquêtes spécifiques sont également spécialement conçues pour recueillir des données sur les populations immigrées, comme l'enquête « Trajectoires et Origines » (TeO), une enquête statistique sur la diversité des populations en France et la situation des populations d'origine immigrée réalisée par l'Insee et l'Ined. Ces données permette de fournir une image globale de la population, y compris les immigrants légaux, les naturalisés, et parfois même les sans-papiers si ces derniers participent aux enquêtes.

#### Ministère de l'Intérieur
Le service statistique « immigration – intégration » du ministère de l’Intérieur et des Outre-mer produit notamment des statistiques sur le nombre de titres de séjour en cours de validité ou délivrés chaque année, à partir de sources administratives. Les statistiques sur les entrées et sorties du territoire, ainsi que les régularisations, sont utilisées pour gérer les politiques migratoires et de sécurité.

#### Office français de l'immigration et de l'intégration
L'Office français de l'immigration et de l'intégration (OFII), un établissement public créé en 2009 qui s'est substitué à l'Agence nationale de l'accueil des étrangers et des migrants, collecte des données sur les participants à ses programmes d'intégration, y compris les cours de langue et les formations professionnelles.

#### Eurostat et organisations internationales
Eurostat, l'office statistique de l'Union européenne, collecte des données sur la migration internationale et la citoyenneté au niveau national auprès des instituts nationaux de statistique (INS) des membres de l'UE, des pays de l'AELE ainsi que des pays candidats ou candidats potentiels à l'adhésion à l'UE. Des organisations internationales comme les Nations unies (ONU) et l'Organisation internationale pour les migrations (OIM) produisent également des données et des rapports sur les migrations globales, contribuant à une meilleure compréhension des schémas et processus migratoires.

## Histoire succincte des flux migratoires
Selon Gérard Noiriel, qui a en particulier écrit Le Creuset français, paru en 1988, qui constitue la toute première histoire générale de l'immigration en France, trois grandes vagues d’immigration en France peuvent être distinguées entre le XIXe siècle et les années 2000, correspondant chacune à une période d’expansion économique.

### Années 1850 à 1900: révolution industrielle et première vague

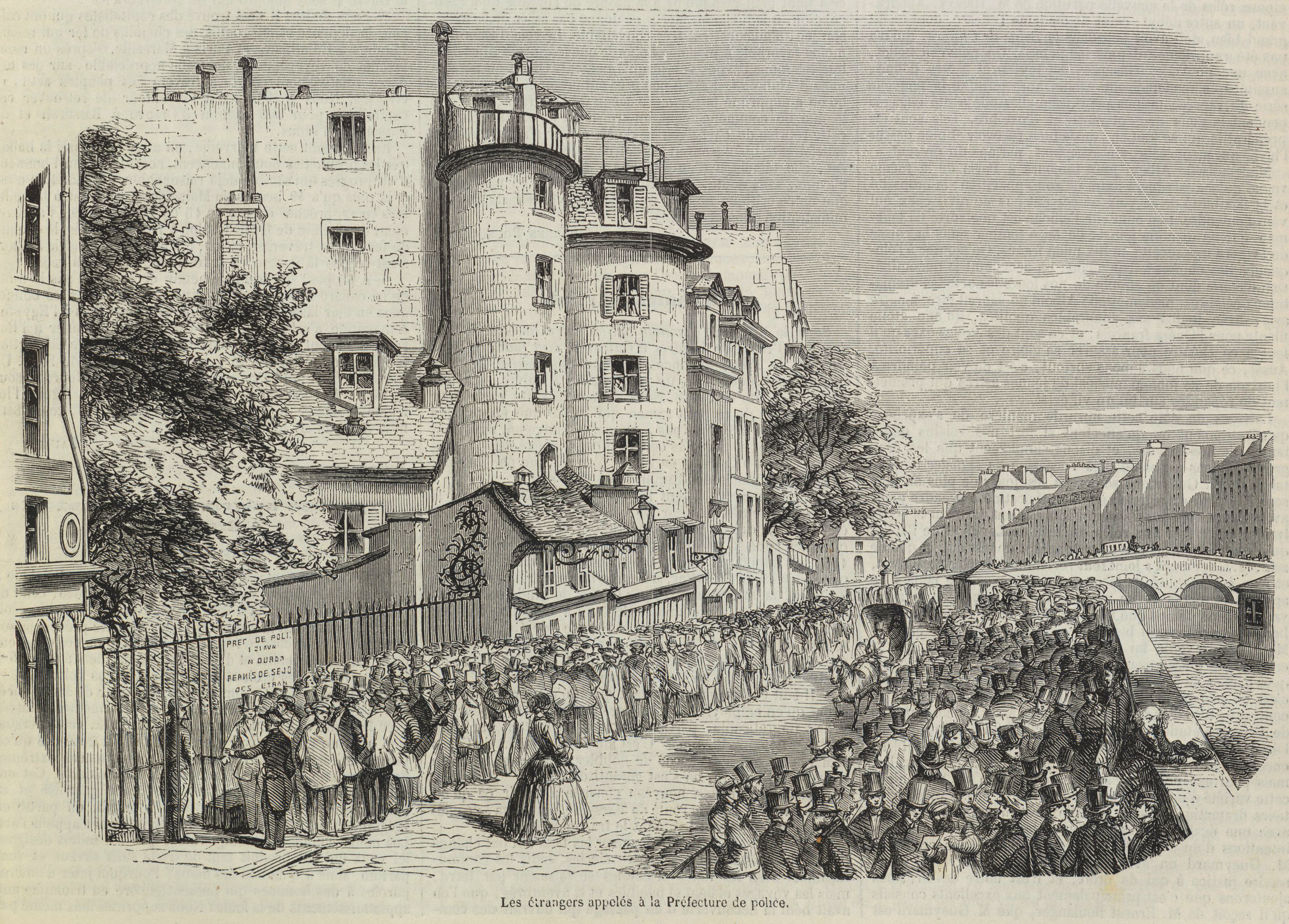
En 1850, le gouvernement impose aux étrangers d'obtenir un permis de résidence pour pouvoir rester à Paris. On voit sur cette illustration, une foule faire la queue devant l’hôtel de police pour obtenir ce document.

La première vague d'immigration débute durant la seconde moitié du XIXe siècle, pendant la révolution industrielle française avec les premiers besoins de main d’œuvre et s'étend jusqu'à la Première Guerre mondiale. En 1851, le premier recensement d'étrangers présents en France estime que 1 % de la population française est composée d'étrangers, sur une population totale de 36 millions. La population française est alors encore très rurale et le taux de fécondité est bas en général, les usines ont besoin de plus de main d'œuvre que celle existant en ville. Les premiers immigrés sont belges, suivis par les Italiens, notamment piémontais. Les premiers immigrants italiens sont des chanteurs de rue ou des montreurs d'ours, suivis par des ouvriers qui s'installent dans l'est de Paris. Mais les chapeliers et travailleurs de la mode s'installent, eux, dans Le Marais. Des ouvriers espagnols, allemands et suisses migrent aussi vers la France, participant au fort développement économique et au comblement démographique du pays. Les immigrés arrivent le plus souvent en région parisienne, pour ensuite y rester ou partir vers d'autres grandes villes. Des surnoms, comme « peaux de beurre », ou « vermines » pour les Belges, sont utilisés, mais le racisme s'estompe vite. À Marseille, les immigrants sont néanmoins plus stigmatisés. En 1911, la population parisienne comporte 200 000 étrangers, soit 7 % de ses habitants, et tous les pays d'Europe y sont représentés.

### Entre-deux-guerres: besoins de main d’œuvre et deuxième vague

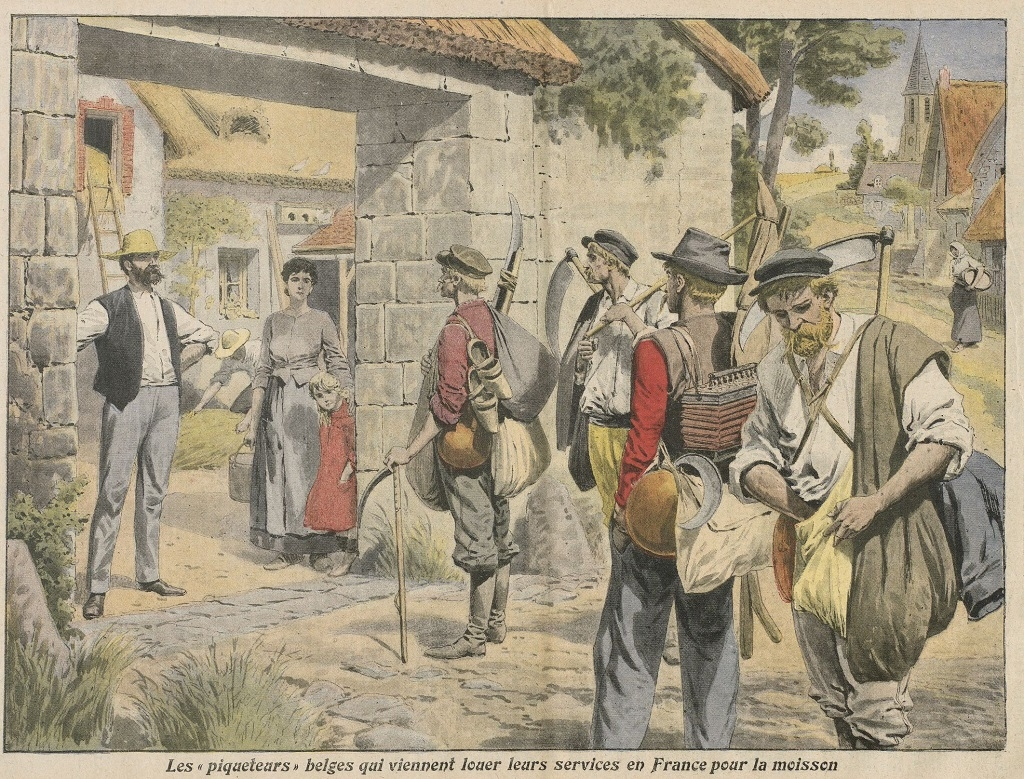
"Les piqueteurs belges qui viennent louer leurs services en France pour la moisson", Gravure, parue dans Le Petit journal Supplément illustré, n°919, 28 juin 1908, BNF.

La deuxième vague d'immigration correspond à la vague d’immigrants arrivés durant l’entre-deux-guerres. À ce moment-là, la France est le premier pays d’immigration au monde. Durant la Première Guerre mondiale, un Français sur dix en âge de travailler est mort au combat. La France a donc besoin de main d’œuvre pour reconstruire le pays et ouvre ses portes aux immigrants étrangers venus de pays limitrophes comme de pays plus éloignés en Europe ou même venus des colonies. Cette vague suit la première vague d'immigration causée par la révolution industrielle.

### Trente Glorieuses (1945-1974): troisième vague
L'Ordonnance du 2 novembre 1945 ouvre une nouvelle page de l’histoire de l’immigration en entendant mieux contrôler l'entrée et le séjour des étrangers en France. Une série de vagues migratoires se succèdent pour répondre encore à un besoin de main d’œuvre : Espagnols puis Portugais, Yougoslaves, Algériens, Tunisiens et Marocains.

#### Rapatriements

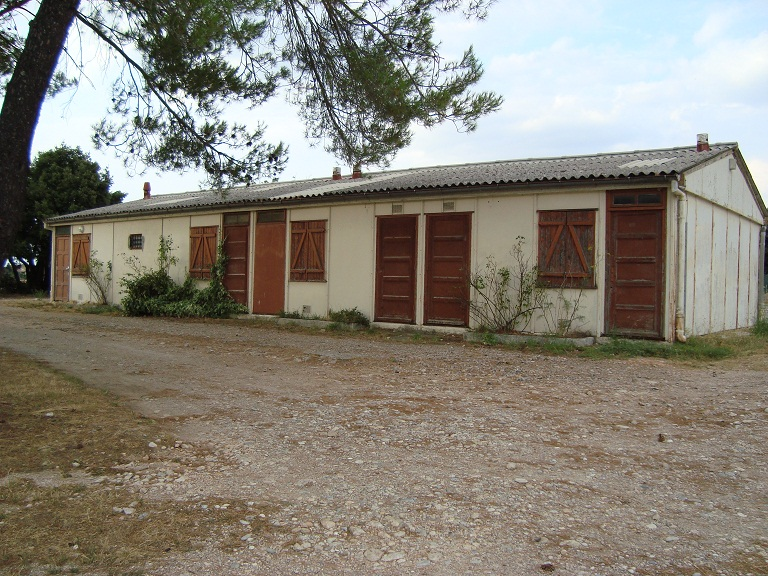
Hameau de forestage de Montmeyan, où les harki rapatriés travaillaient à des opérations de reboisage.

Après les accords de Genève mettant fin à la guerre d'Indochine (1954), près de 5 000 Français d'Indochine (couples mixtes ou veuves de Français fuyant la guerre) sont rapatriés et « accueillis » dans des Centres d'accueil des Français d'Indochine (CAFI), en particulier à Noyant, dans l’Allier, et à Sainte-Livrade, en Lot-et-Garonne.
Après les accords d'Evian (18 mars 1962) et les massacres de harkis de mars 1962, le décret du 8 août 1962 met en place un dispositif officiel d’accueil pour les harkis. Les familles sont logées dans les baraquements de camps militaires, qui ont parfois servi pour d’autres populations (Espagnols, Algériens suspectés d’appartenir au FLN, Indochinois) : « camps de transit » du Larzac et de Bourg-Lastic (Puy-de-Dôme), puis celui de Rivesaltes (Pyrénées-Orientales), de Sainte-Livrade près de Villeneuve-sur-Lot, de Saint-Maurice-l'Ardoise et Lascours, situés sur la commune de Saint-Laurent-des-Arbres (Gard), de La Rye (Vienne), de Bias (Lot-et-Garonne).

### 1974-2006: Mise en place d'une politique de maîtrise des flux migratoires et régularisations massives
Après l'élection, en 1981, du candidat de la gauche, François Mitterrand, plusieurs membres fondateurs du GISTI sont appelés dans les cabinets ministériels. Le nouveau gouvernement socialiste procède à une régularisation massive d'étrangers en situation irrégulière (132 000 personnes), assouplit les conditions de séjour des immigrés en annulant la loi Bonnet et supprime la prime d’aide au retour,.
Une vague de régularisation de 80 000 personnes, sur 143 000 dossiers déposés, est faite en 1997, sous la pression de sans-papiers,,.

### À partir de 2006, développement de la notion d'immigration choisie: régularisations au cas par cas, émeutes et crise migratoire européenne
Une crise migratoire apparaît en Europe, dans les années 2010 et singulièrement depuis 2015, avec l'augmentation du nombre de migrants arrivant dans l'Union européenne via la mer Méditerranée et les Balkans, depuis l'Afrique, le Moyen-Orient et l'Asie du Sud et qui en fait l'une des plus importantes crises migratoires de son histoire contemporaine. Le 13 mai 2015, à Bruxelles, la Commission européenne propose des quotas pour réguler l’accueil des réfugiés. Le quota alloué à la France est de 27 000 réfugiés, en se basant sur une clé de répartition (également connue sous le terme de méthode des quotas) qui consiste à répartir les 160 000 demandeurs d'asile de l'Union européenne. Par ailleurs, Bernard Cazeneuve, ministre français de l'Intérieur, n'exclut pas que des terroristes de Daesh utilisent les flux migratoires pour venir en Europe, ce qui s'est d'ailleurs concrétisé par l'attentat du Bataclan entraînant une polémique à propos de l'objectivité de certains médias sur la question,.

#### Années 2020: durcissement de la législation
Le début de l'année 2020 est marqué par la Pandémie de Covid-19 qui a pour effet de faire baisser tous les indicateurs de flux d'entrée et de séjour en France en 2020. On constate une baisse de 80 % des visas touristiques, de 41 % de la demande d'asile (passant de près de 178 000 à environ 138 000, en nette rupture avec les années de hausse qui ont succédé à la crise migratoire de 2015) et de 31,1 % pour les titres économiques (passant de 39 000 à 27 000), les catégories les plus impactées sont celles des travailleurs saisonniers et des scientifiques avec une baisse de respectivement 40,2 % et 39,9 %,.
L’année 2022 est marquée par l’invasion de l'Ukraine par la Russie qui provoque un exode massif de personnes fuyant le territoire ukrainien. En France, ce sont plus de 65 000 déplacés qui ont été recensés à l’entrée du territoire national par la police aux frontières (PAF) entre le 24 février et le 1er décembre 2022, dont 98 % de ressortissants ukrainiens. La majorité des arrivées en France s’effectue dans les Alpes-Maritimes, dans la région Grand-Est, dans la région Île-de-France et en Auvergne-Rhône-Alpes. Les arrivées de ces personnes déplacées ont lieu de manière principale par voie terrestre (43 %), par voie aérienne (29 %), puis par voie ferroviaire (12 %). Ces personnes ont une autorisation provisoire de séjour sur le territoire français d’une durée de 6 mois,,.
En 2024, le rapport annuel de l'OCDE souligne le durcissement des législations dans de nombreux pays, en dépit de pénuries de main-d’œuvre persistantes. La France est le sixième pays de destination, derrière l’Espagne et durcit elle aussi sa législation, avec notamment la loi du 26 janvier 2024, portée par Gérald Darmanin,, suivie en 2025 par la circulaire Bruno Retailleau.

## Effectifs et flux d'immigrés et d'immigrants

### Effectifs d’immigrés et d'étrangers

#### France entière (selon la définiton de l'Insee des immigrés)
Au 1er janvier 2023, 7,3 millions d' immigrés vivent en France, selon l'Insee, soit 10,7 % de la population totale. 2,5 millions d'immigrés, soit 34 % d'entre eux, ont acquis la nationalité française,.
La population étrangère vivant en France s'élève à 5,6 millions de personnes, soit 8,2 % de la population totale. Elle se compose de 4,8 millions d'immigrés n'ayant pas acquis la nationalité française et de 0,8 million de personnes nées en France de nationalité étrangère. 1,7 million de personnes sont nées de nationalité française à l'étranger. Avec les personnes immigrées (7,3 millions), au total 8,9 millions de personnes vivant en France sont nées à l'étranger, soit 13,1 % de la population.
| Population totale 68 143                      |                                                 |                                     |  |                                         |                                            |
|                                               |                                                 |                                     |  |                                         |                                            |
| Français 62 529 (91,8 %)                      | Français 62 529 (91,8 %)                        | Français 62 529 (91,8 %)            |  | Étrangers 5 614 (8,2 %)                 | Étrangers 5 614 (8,2 %)                    |
|                                               |                                                 |                                     |  |                                         |                                            |
| Nés en France de nationalité française 58 385 | Nés à l'étranger de nationalité française 1 664 | Immigrés naturalisés français 2 480 |  | Immigrés de nationalité étrangère 4 801 | Nés en France de nationalité étrangère 812 |
|                                               |                                                 |                                     |  |                                         |                                            |
|                                               |                                                 | Immigrés 7 282 (10,7 %)             |  |                                         |                                            |

#### Évolution chronologique: croissance spectaculaire depuis les années 1990
La population immigrée en France est plus importante, en effectif et en pourcentage de la population totale, en 2023 (10,7 %) qu'en 1946 (5,0 %), 1975 (7,4 %) ou encore 2010 (8,5 %). L'évolution de la part des immigrés dans la population totale vivant en France n'est pas régulière. Après une diminution de la part des immigrés dans la population entre 1931 (6,6 %) et 1946 (5,0 %), la part des immigrés a augmenté jusqu'en 1975. Elle s'est ensuite stabilisée jusqu'à la fin des années 1990, notamment à la suite des chocs pétroliers et du ralentissement de l'immigration de travail. Depuis le début des années 2000, le nombre d'immigrés croît à nouveau plus rapidement que la population totale : entre 1999 et 2021, le nombre d’immigrés a été multiplié par 1,6, tandis que la population totale a été multipliée par 1,1, et la part d’immigrés dans l’ensemble de la population a augmenté de 3 points.
La population étrangère vivant en France représente 8,2 % de la population totale en 2023, contre 6,5 % en 1975 et 4,4 % en 1946.

En nombre de personnes[N 1].
En part de la population totale[N 1].

### Flux de personnes immigrées
Le solde migratoire des immigrés diminue de 12 % entre 2019 (+182 000 personnes) et 2020 (+160 000 personnes) sous l’effet d’une baisse du nombre d’entrées (218 000 en 2020, après 272 000 en 2019) plus élevée que celle des sorties (58 000 en 2020, après 90 000 en 2019). Ce solde migratoire des personnes immigrées est le plus bas depuis 2011. Entre 2006 et 2020, en moyenne, quatre immigrés entrent sur le territoire lorsqu’un en sort.
| Année                        | 2012 | 2013 | 2014 | 2015 | 2016 | 2017 | 2018 | 2019 | 2020e | 2021 | 2022 |
| ---------------------------- | ---- | ---- | ---- | ---- | ---- | ---- | ---- | ---- | ----- | ---- | ---- |
| Entrées (1)                  | 229  | 236  | 234  | 253  | 259  | 261  | 273  | 272  | 218   | 246  | 331  |
| Sorties (2)                  | 56   | 51   | 40   | 69   | 38   | 63   | 51   | 90   | 58    | nd   | nd   |
| Solde migratoire = (1) - (2) | 174  | 185  | 194  | 185  | 222  | 198  | 222  | 182  | 160   | nd   | nd   |

### Effectifs d’immigrants et de non-migrants

#### France entière (selon la définiton internationale des migrants)
Selon la définition internationale des migrants, un immigrant en France est une personne résidant pendant 12 mois ou plus en France et née hors de France, quelle que soit sa nationalité à la naissance.
| Population totale 68 143                      |                                            |  |                                                 |                                     |                                         |
|                                               |                                            |  |                                                 |                                     |                                         |
| Non-migrants 59 197 (87 %)                    | Non-migrants 59 197 (87 %)                 |  | Immigrants 8 945 (13 %)                         | Immigrants 8 945 (13 %)             | Immigrants 8 945 (13 %)                 |
| Nés en France de nationalité française 58 385 | Nés en France de nationalité étrangère 812 |  | Nés à l'étranger de nationalité française 1 664 | Immigrés naturalisés français 2 480 | Immigrés de nationalité étrangère 4 801 |

#### Comparaisons internationales
Si le nombre de migrants internationaux a fortement augmenté dans le monde entre 2000 et 2020, passant d’environ 161 millions en 1995 à 281 millions en 2020, la proportion de migrants internationaux n’a, quant à elle, que légèrement augmenté, passant de 2,8 à 3,6 % de la population mondiale au cours de cette période. En 1995, selon le rapport 2024 de l'OIM, la France avait quant à elle accueilli 5,96 millions d'immigrants, soit 10,3 % de sa population et se situait en cinquième position parmi les vingt principaux pays de destination en nombre. En 2020, elle est en 7ème position avec 8,09 millions d'immigrants (12,4 % de la population), derrière les États-Unis (43,43), l'Allemagne (14,22), l'Arabie saoudite (13,00), la fédération de Russie (11,58), le Royaume-Uni (8,92) et les Émirats arabes unis (8,43).

### Flux de personnes migrantes
L’immigration permanente dans les pays de l’OCDE a totalisé plus de 6.5 millions d’entrées en 2023 (hors Ukrainiens) ce qui correspond à une hausse de 10 % par rapport à 2022, déjà une année record, et de 28 % par rapport à 2019. Les États-Unis sont restés le premier pays de destination, accueillant 1.2 million de nouveaux résidents permanents légaux, soit le plus haut niveau depuis 2006. À la suite d’une hausse inédite en 2023, le Royaume-Uni s’est hissé à la deuxième place, avec le nombre record de 750 000 nouvelles entrées (soit 250 000 de plus qu’en 2022, +52 %). L’Allemagne, qui était le deuxième pays de destination de l’OCDE depuis 2012, a reculé à la troisième place malgré une augmentation d’environ 4 % et près de 700 000 nouvelles entrées permanentes. Arrivent ensuite le Canada, l’Espagne et la France avec respectivement 470 000 (+7.8 % en glissement annuel), 360 000 (+12 %) et 298 000 nouveaux immigrés permanents (+1 %).
|             | 2015  | 2016    | 2017    | 2018    | 2019  | 2020  | 2021  | 2022    | 2023    | 2023/2022 | 2023/2019 évol. |
| ----------- | ----- | ------- | ------- | ------- | ----- | ----- | ----- | ------- | ------- | --------- | --------------- |
| États-Unis  | 1 051 | 1 186,9 | 1 103,7 | 1 089,6 | 1 031 | 581,5 | 835,4 | 1 048,7 | 1 189,8 | +13,4     | +15.4           |
| Royaume-Uni | 366,5 | 351     | 317,7   | 317,7   | 356,1 | 199,9 | 369   | 488,4   | 746,9   | +52,9     | +109.7          |
| Allemagne   | 708,1 | 1 077,9 | 883,1   | 656,5   | 643,3 | 521,1 | 533,1 | 669     | 692,7   | +3,5      | +7.7            |
| Canada      | 275,8 | 296,7   | 286,5   | 321     | 341,2 | 184,5 | 406   | 437,6   | 471,7   | +7,8      | +38.3           |
| Espagne     | 269,6 | 189,9   | 212     | 228     | 246   | 198,9 | 255,6 | 324     | 364,1   | +12,3     | +48.0           |
| France      | 262,3 | 259,9   | 260,8   | 282,6   | 275,6 | 219,9 | 267,4 | 294,4   | 297,6   | +1,1      | +8.0            |

#### Travailleurs transfrontaliers
Dans le cas des travailleurs frontaliers, le règlement (CE) no 859/2003 du Conseil du 14 mai 2003 vise à étendre les dispositions du règlement (CEE) no 1408/71 et du règlement (CEE) no 574/72 aux ressortissants de pays tiers qui ne sont pas déjà couverts par ces dispositions uniquement en raison de leur nationalité.

### Part dans la population des personnes issues de l'immigration
En 2019-2020, 5,8 millions des personnes résidant en France sont immigrées, soit 9 % de la population, et 7,5 millions sont quant à elles descendantes d’immigrés de 2ᵉ génération (12 % de la population), c’est-à-dire nées en France avec au moins un de leurs parents immigré. Parmi les personnes de moins de 60 ans, 4,8 millions sont descendantes d’immigrés de 3ᵉ génération (10 % des moins de 60 ans), c’est-à-dire nées en France, de parents non-immigrés, et avec au moins un de leurs grands-parents immigré. Au total, parmi les personnes de moins de 60 ans, un tiers a une ascendance immigrée en remontant jusqu'aux grands-parents.

Origine migratoire sur trois générations et deux tranches d'âge en 2019-2020.

La répartition détaillée selon un découpage en 16 tranches d'âge est la suivante.

Origine migratoire sur trois générations et 16 tranches d'âge en 2019-2020.

### Outre-mer
Outre-mer, la France présente, en raison de sa prospérité par rapport à son environnement régional, une attractivité migratoire plus importante qu'en métropole. Les spécificités géographiques de Mayotte et de la Guyane, et en particulier leur proximité avec des pays sources d'immigration, y rendent la pression migratoire exceptionnellement élevée et la mise en oeuvre de la politique de contrôle de l'immigration plus difficile. Ce constat se retrouve également à Saint-Martin. Cette particularité se traduit, pour ces territoires, par :
- une proportion de ressortissants étrangers dans la population totale beaucoup plus forte qu'en métropole et que dans les autres collectivités d'outre-mer : en 2011, elle atteint près de 30 % en Guyane, soit plus de 60 000 personnes, et elle est supérieure à 40 % à Mayotte et à Saint-Martin[56]. En 2024, selon des estimations forcément fragiles, entre 100 000 et 200 000 personnes se trouveraient en situation irrégulière à Mayotte[57] ;
- des admissions annuelles au séjour beaucoup plus nombreuses ;
- des éloignements d'étranger en situation irrégulière en nombre plus important.

#### Mayotte
Mayotte est le département ultra-main le plus concerné par la problématique de l’immigration clandestine. Parmi les 21 830 éloignements de personnes majeures qui ont été effectués Outre-mer en 2021, 20 782 ont été réalisés depuis Mayotte, soit plus de 95 % du total pour ce seul département. Afin de mieux contrôler cette immigration cladestine, des mesures dérogatoires sont en vigueur, notamment en matière d'expulsion pour lesquelles les recours devant les tribunaux administratifs ne sont pas suspensifs. Les OQTF sont appliquées, même en cas de recours. Cela conduit à placer massivement les étrangers en situation irrégulière en centre de rétention administrative (CRA). Cette même année 2022, 20 % des OQTF prononcées à Mayotte ont toutefois été annulées par la justice, notamment au bénéfice de parents dont les enfants possèdent la nationalité française. L'État peut être obligé d'organiser le retour de personnes expulsées illégalement. La Cour européenne des droits de l'homme a condamné la France en 2020 pour avoir expulsé deux enfants nés à Mayotte, en les ayant rattachés arbitrairement à un adulte tiers.
En 2023, l'État lance l'opération Wuambushu, une vaste opération policière visant à expulser les étrangers en situation irrégulière, à détruire les bidonvilles et à lutter contre la criminalité dans l'archipel.
|          | 2017   | 2018   | 2019   | 2020   | 2021   | 2022   | 2023   |
| -------- | ------ | ------ | ------ | ------ | ------ | ------ | ------ |
| Éloignés | 16 648 | 12 850 | 24 307 | 11 531 | 20 782 | 19 763 | 24 467 |

#### Guyane
Immigration régulière et immigration irrégulière se mêlent sur le territoire guyanais . Ainsi en 2016, plus de 4 titres de séjour sur 5 ont été délivrés à des étrangers entrés irrégulièrement. La population présente irrégulièrement en Guyane ne fait évidemment pas l'objet d'un recensement officiel. Il est toutefois possible de l'estimer à un nombre au moins égal à celui de la population en situation régulière. La tendance à la baisse du nombre d'éloignements observée depuis 2012 s'est inversée en 2017, année où le nombre d'éloignements réalisés à partir de la Guyane a augmenté de 6,7 %. Par rapport à 2010, le nombre d'éloignements en 2017 est néanmoins en diminution de 44 %.

### Comparaisons européennes

Ratio de la population étrangère en 2023 dans chacun des pays de l'Union européenne (en %).

En termes absolus, les plus grands nombres de non-nationaux vivant dans les États membres de l'UE au 1er janvier 2023 se trouvaient en Allemagne (12,3 millions), en Espagne (6,1 millions), en France (5,6 millions) et en Italie (5,1 millions). Les non-nationaux de ces quatre États membres représentaient collectivement 70,6 % du nombre total de non-nationaux vivant dans l'UE, alors que ces mêmes quatre États membres représentaient 57,9 % de la population de l'UE.
En termes relatifs, l'État membre de l'UE ayant la plus forte proportion de non-nationaux au 1er janvier 2023 était le Luxembourg, où les non-nationaux représentaient 47,4 % de la population totale. Des proportions élevées de citoyens étrangers (plus de 10 % de la population résidente) ont également été observées à Malte (25,3 %), à Chypre (19,9 %), en Autriche (18,8 %), en Estonie (17,3 %), en Allemagne (14,6 %), en Irlande (14,4 %), en Lettonie (13,9 %), en Belgique (13,5 %), en Espagne (12,7 %) et au Danemark (10,5 %). En revanche, les non-nationaux représentaient moins de 3 % de la population en Roumanie (1,1 %), en Slovaquie (1,1 %), en Pologne (1,2 %), en Bulgarie (1,3 %), en Croatie (1,8 %) et en Hongrie (2,4 %),.

### Immigration et natalité

#### Forte progression des naissances issues de parents immigrés…
|                                    | 1998 | 2022 |
| ---------------------------------- | ---- | ---- |
| Deux parents nés en France         | 77 % | 68 % |
| Au moins un parent né à l'étranger | 23 % | 32 % |

Le recensement de la France indique qu’en 1998 près d’une naissance sur quatre (23 %) était issue d’au moins un parent immigré (soit 177 176 sur 767 906) : 14 % étaient issues d’un parent né en France et l’autre né à l’étranger (105740 ) et 9 % étaient issues de deux parents nés à l'étranger (72 006). Ces proportions passent à 32 % en 2022 (235 024 sur 725 997) : 15 % étaient issues d’un parent né en France et l’autre né à l’étranger et 17,4 % issues de deux parents nés à l'étranger. La contribution des parents immigrés à la natalité de la France progresse donc et mérite d’être soulignée,.

#### … mais apport très marginal des mères immigrées à la fécondité française (+ 0,1)
La France a-t-elle un taux de fécondité élevé parce que les immigrées font beaucoup d'enfants ? Une publication de l'Institut national d'études démographiques (Ined) d'août 2019 confirme que les femmes immigrées font plus d'enfants que les « natives ». Les mères immigrées ne représentant en 2017 que 12 % des femmes en âge d'avoir des enfants, l'écart de fécondité de 0,8 enfant ne concernait donc qu'une minorité. Selon l'Ined, la contribution des mères immigrées au taux de fécondité national n'est que de 0,1, le faisant passer de 1,8 à 1,9 enfant par femme, un apport très marginal donc.

### Émigration
L’émigration des citoyens français vers les pays de l’OCDE a augmenté de 4 % en 2022, pour atteindre 110 000 personnes. Environ 16 % de ce groupe a émigré vers la Suisse, 15 % vers l’Espagne et 13 % vers le Canada.

## Répartition par territoires des immigrés

### France métropolitaine
En France métropolitaine, la part des immigrés (personnes nées étrangères à l’étranger) dans la population est de 10,2 %. L’Île-de-France est la région métropolitaine comptant le plus d’immigrés dans sa population (20,6 %), tandis que la Bretagne est celle qui en compte le moins (4,1 %). Au niveau national, les immigrés les plus représentés sont originaires d’Algérie, du Maroc et du Portugal mais il existe des spécificités régionales. Certaines sont liées à la proximité géographique de la région avec un pays étranger : les immigrés d’origine italienne sont ainsi bien représentés en Corse et ceux d’origine espagnole en Occitanie. Les immigrés nés en Turquie sont notablement plus présents qu’ailleurs dans la région Grand-Est. Les immigrés natifs du Royaume-Uni sont le plus souvent implantés dans les régions de l’ouest de la France, plus particulièrement en Bretagne et en Nouvelle-Aquitaine.
La Seine-Saint-Denis est le département de France métroplitaine avec le plus d'immigrés (31,4 %). Les départements d’Île-de-France figurent tous parmi les 10 départements où les immigrés sont les plus représentés, avec le Rhône et les Alpes-Maritimes. Les départements avec les plus faibles proportions d’immigrés sont le Pas-de-Calais (2,5 %) et la Vendée (2,6 %).

Répartition par département de la part des immigrés dans la population en 2021 (en %).

### Outre-mer
Mayotte est le département français avec la plus forte proportion d’immigrés (34,7 %), suivi de la Guyane (31,5 %). A l'opposé, La Réunion n'en comporte que 2,6 %, figurant parmi les trois départements avec le moins d'immigrés au niveau de la France entière.

## Caractéristiques sociodémographiques des immigrés

### Sexe, âge et vieillissement

Population immigrée en France par sexe

Entre le milieu des années 1940 et le milieu des années 1970, les flux d'immigration étaient majoritairement masculins, comblant les besoins de main-d'oeuvre nés de la reconstruction d'après-guerre puis de la période des Trente Glorieuses. En 1974, dans un contexte économique dégradé, l'immigration de travail a été ralentie. Depuis cette date, la part des femmes parmi les flux d'immigration a crû, qu'il s'agisse de regroupement familial ou de migrations pour d'autres motifs (suivre des études, trouver un emploi, etc.). En 2023, 52 % des immigrés vivant en France sont des femmes, contre 44 % en 1975 et 45 % en 1946.

### Pays d'origine

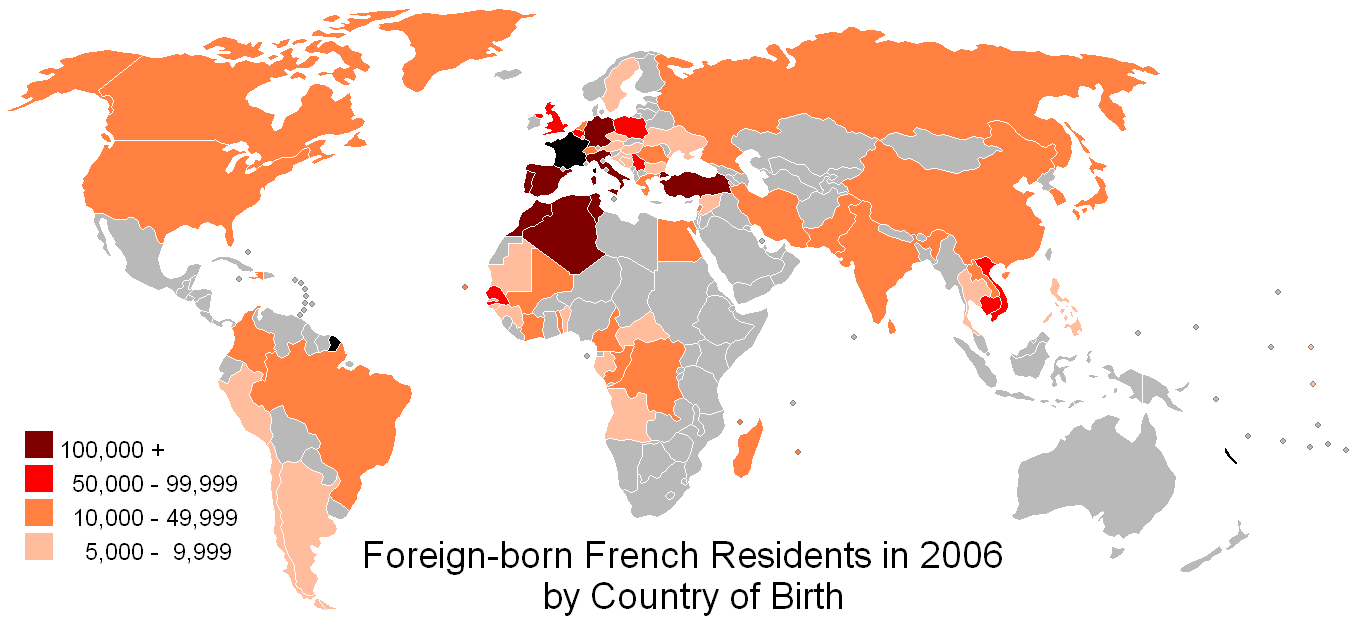
Pays d'origine de l'immigration en France (2006).

#### Évolution entre 1968 et 2021
Entre 1968 et 2021, le nombre d’immigrés en France a été multiplié par 2,2, tandis que la population française l’a été par 1,4. Entre 1968 et le milieu des années 1970, la part des immigrés dans la population française est passée de 6,5 % à 7,4 %. Cette part s’est ensuite stabilisée entre 1975 et la fin ;des années 1990, notamment à la suite des chocs pétroliers et du ralentissement de l’immigration de travail. Depuis le début des années 2000, le nombre d’immigrés croît à nouveau plus rapidement que la population totale : entre 1999 et 2021, le nombre d’immigrés a été multiplié par 1,6, tandis que la population totale a été multipliée par 1,1, et la part d’immigrés dans l’ensemble de la population a augmenté de 3 points. Sur la même période, les origines des immigrés se diversifient. La part de ceux originaires d’Europe du Sud, en particulier d’Espagne et d’Italie, baisse, tandis que la part de ceux venant du Maghreb, notamment du Maroc, augmente. En 1968, 72 % des immigrés vivant en France étaient originaires de ces deux grandes régions, contre 50 % en 2011 et 45 % en 2021. Dans le même temps, l’immigration en provenance d’Asie (notamment de Turquie et d’Asie du Sud‑Est jusqu’en 1990, et de Chine plus récemment) et d’Afrique hors Maghreb se développe : 32 % des immigrés sont originaires de ces régions en 2021, contre 4 % en 1968.
| Origine géographique          | Immigrés | Immigrés | Immigrés | Immigrés | Descendants d'immigrés | Descendants d'immigrés | Descendants d'immigrés |
| Origine géographique          | 1968     | 1990     | 2011     | 2021     | 2005                   | 2011                   | 2021                   |
| ----------------------------- | -------- | -------- | -------- | -------- | ---------------------- | ---------------------- | ---------------------- |
| Ensemble                      | 3 235    | 4 222    | 5 605    | 6 964    | 4 275                  | 6 558                  | 7 349                  |
| Afrique                       | 642      | 1 501    | 2 411    | 3 310    | 1 641                  | 2 598                  | 3 333                  |
| Maghreb                       | 597      | 1 221    | 1 663    | 2 038    | 1 302                  | 1 962                  | 2 445                  |
| Algérie                       | 378      | 556      | 737      | 887      | 624                    | 1001                   | 1118                   |
| Maroc, Tunisie                | 219      | 665      | 926      | 1151     | 678                    | 961                    | 1327                   |
| Afrique guinéenne ou centrale | nd       | nd       | 326      | 506      | 135                    | 242                    | 339                    |
| Afrique sahélienne            | nd       | nd       | 203      | 342      | 113                    | 220                    | 289                    |
| Autres pays d'Afrique         | 44       | 280      | 218      | 424      | 91                     | 175                    | 260                    |
| Asie                          | 81       | 478      | 773      | 945      | 451                    | 568                    | 816                    |
| Turquie                       | 43       | 168      | 247      | 251      | 172                    | 231                    | 320                    |
| Chine                         | 3        | 18       | 93       | 110      | 10                     | 29                     | 52                     |
| Asie du Sud-Est               | 18       | 156      | 162      | 163      | 122                    | 142                    | 178                    |
| Autres pays d'Asie            | 18       | 136      | 271      | 421      | 147                    | 166                    | 266                    |
| Europe                        | 2 483    | 2 143    | 2 112    | 2 304    | 2 105                  | 3 234                  | 2 855                  |
| Europe du Sud                 | 1 737    | 1 482    | 1 135    | 1 130    | 1 420                  | 2 100                  | 1 809                  |
| Espagne, Italie               | 1 456    | 882      | 543      |          | 981                    | 1 449                  | 1 185                  |
| Portugal                      | 282      | 600      | 592      | 599      | 439                    | 651                    | 625                    |
| Autres pays d'Europe, dont :  | 745      | 662      | 977      | 1 175    | 685                    | 1135                   | 1 046                  |
| Pays de l’UE27                | nd       | nd       | 547      | 613      | 540                    | 864                    | 735                    |
| Amérique, Océanie             | 30       | 100      | 311      | 404      | 78                     | 157                    | 345                    |
| Population totale             | 49 655   | 58 078   | 64 933   | 67 626   | 62 731                 | 64 933                 | 67 626                 |

#### Période d'arrivée des immigrés résidant en France en 2020
La structure par âge des immigrés varie fortement selon l’origine, reflétant des dynamiques migratoires actuelles et passées. En 2020, les immigrés les plus anciens viennent d’Espagne et d’Italie : la moitié d’entre eux sont arrivés avant 1969 et près de la moitié ont 65 ans ou plus. Toutefois, depuis les années 2010, l’immigration en provenance de ces deux pays connaît un regain. L’immigration portugaise est un peu plus tardive, mais se renouvelant peu, elle est également vieillissante. Inversement, les flux en provenance des autres pays d’Europe (UE ou non) sont plus récents : ces immigrés sont principalement arrivés au cours des années 2000 et sont donc plus jeunes. Les flux migratoires issus du Maghreb sont particulièrement réguliers et étalés dans le temps, ce qui assure le renouvellement de cette population. La moitié sont arrivés après 2000 et un quart après 2010. L’immigration en provenance des autres pays d’Afrique est plus récente et concentrée sur les vingt dernières années. Plus de la moitié des immigrés originaires d’Afrique hors Maghreb sont d’âge intermédiaire (entre 18 et 44 ans). Pour l’Asie, les flux en provenance de Turquie se sont surtout déroulés durant deux phases, l’une dans les années 1980 et l’autre au début des années 2000. Ceux en provenance des pays du Moyen-Orient se sont au contraire accélérés au cours des années 2010. Les immigrés d’Asie du Sud-Est sont principalement venus durant les années 1980 pour des raisons humanitaires ; leurs arrivées ont nettement ralenti depuis. Près de trois quarts d’entre eux ont 45 ans ou plus en 2020. Inversement, l’immigration chinoise est beaucoup plus récente, jeune et féminine

Année d'arrivée en France des immigrés résidant en France en 2020 selon le pays d'origine.

#### Situation en 2023
L’Afrique est le premier continent d’origine des immigrés en France, puisque 48 % des immigrés en étaient issus en 2023. Les pays de naissance les plus fréquents sont l'Algérie (12,2 %), le Maroc (11,7 %), le Portugal (7,9 %), la Tunisie (4,8 %), l'Italie (3,9 %), la Turquie (3,3 %) et l'Espagne (3,2 %). Près de la moitié des immigrés sont originaires d'un de ces sept pays (47 %).
| Continent         | Pays                  | Taux Immigrés (en %) | Taux Immigrés (en %) |
| Continent         | Pays                  | par pays             | par continent        |
| ----------------- | --------------------- | -------------------- | -------------------- |
| Afrique           | Maghreb               | 28,7                 | 47,7                 |
| Afrique           | Autres pays d'Afrique | 19                   | 47,7                 |
| Europe            | Europe du Sud         | 15                   | 32,3                 |
| Europe            | Autres pays de l’UE   | 8,8                  | 32,3                 |
| Europe            | Autres pays d’Europe  | 8,6                  | 32,3                 |
| Asie              | Turquie, Moyen-Orient | 5,4                  | 13,7                 |
| Asie              | Autres pays d’Asie    | 8,3                  | 13,7                 |
| Amérique, Océanie |                       | 6,3                  | 6,3                  |

### Niveau d'études
Les immigrés vivant en France en 2023 et ayant terminé leurs études initiales ont, dans l’ensemble, des niveaux de diplôme moins élevés que l’ensemble de la population. 35,5 % des immigrés âgés de 15 à 64 ans n’ont aucun diplôme (ou au plus un brevet des collèges ou équivalent), contre 17,2 % des personnes non immigrées du même âge. Cependant, les écarts de part des diplômés de l’enseignement supérieur sont moindres et les immigrés sont aussi souvent diplômés de l’enseignement supérieur long (bac+3 ou plus, 27,4 %) que les non-immigrés (27,1 %).
Comme dans l’ensemble de la population, le niveau de diplôme des immigrés augmente au fil des générations. Parmi les immigrés vivant en France en 2021, 31 % de ceux âgés de 30 à 39 ans n’ont aucun diplôme et 43 % possèdent un diplôme de l’enseignement supérieur, contre respectivement 44 % et 25 % de ceux âgés de 50 à 64 ans.
Au fil des générations, les descendants d’immigrés tendent donc à se rapprocher des niveaux de diplôme des descendants de natifs. Mais à quelles professions conduisent ces diplômes, et en particulier quelle est la part des diplômés du supérieur qui accèdent aux professions intermédiaires ou supérieures ? Elle s’élève à 77 % pour les descendants de natifs et à 75 % pour les petits-enfants d’immigrés européens. En revanche, les diplômés du supérieur nés d’un ou deux parents d’origine extra-européenne sont moins nombreux à accéder à des professions intermédiaires ou supérieures : 69 % pour les originaires du Maghreb, d’Asie et du reste de l’Afrique. Une part de l’explication de ces écarts selon l’origine tient aux discriminations à l’embauche régulièrement mesurées. Dans tous les groupes, le rendement professionnel d’un diplôme du supérieur est moindre pour les femmes, notamment du fait de leur retrait plus fréquent du marché du travail. En mai 2025, d'après L'insee C'est chez les immigrés africains que la progression du niveau de formation est la plus forte. Désormais, une personne immigrée africaine sur deux possède un diplôme du supérieur, contre un peu moins d'une sur trois en 2006.
| Pays                                 | Brevet, CEP, aucun diplôme | CAP-BEP | Bac, brevet professionnel | Bac + 2 | Bac + 3 ou plus |
| ------------------------------------ | -------------------------- | ------- | ------------------------- | ------- | --------------- |
| Immigrés d’Afrique                   | 38,5                       | 15,3    | 14,9                      | 7,9     | 23,5            |
| Immigrés d’Asie                      | 40,4                       | 9,2     | 16,4                      | 8,6     | 25,5            |
| Immigrés d’Europe                    | 28                         | 13,6    | 17                        | 8,9     | 32,5            |
| Immigrés d’Amérique, d’Océanie       | 35,6                       | 9,5     | 19,9                      | 5,5     | 29,5            |
| Ensemble des immigrés                | 35,5                       | 13,2    | 15,8                      | 8,2     | 27,4            |
| Ensemble des descendants d'immigrés  | 17,2                       | 21      | 22,5                      | 13,7    | 25,6            |
| Personnes sans ascendance migratoire | 13,5                       | 23,6    | 20,6                      | 15,2    | 27,1            |
| Ensemble de la population            | 16,8                       | 21,9    | 20,2                      | 14,1    | 27              |

### Situation des immigrés face à l'emploi
En 2023, la proportion d'hommes occupant un emploi est identique parmi les immigrés et les non-immigrés (71 %). Pour les femmes, le taux d'emploi est de 55 % parmi les immigrées contre 68 % parmi les non-immigrées. La répartition des postes occupés par les immigrés est globalement semblable à celle de l'ensemble de la population, cependant les immigrés occupent plus fréquemment que les non-immigrés des postes d’ouvriers (26 % contre 18 %) et moins souvent ceux de professions intermédiaires (15 % contre 27 %).

Taux d'activité des populations immigrées et non immigrées de 2014 à 2023,.

|              | Statut migratoire | Taux d’activité | Taux d’emploi | Taux de chômage |
| ------------ | ----------------- | --------------- | ------------- | --------------- |
| Immigrés     | Femmes            | 62,5            | 55,2          | 11,6            |
| Immigrés     | Hommes            | 79,5            | 70,8          | 10,9            |
| Non-immigrés | Femmes            | 72,5            | 67,6          | 6,7             |
| Non-immigrés | Hommes            | 76,4            | 71            | 7,1             |

### Santé des immigrés
La nature et la durée de la protection maladie des étrangers dépend de la validité du titre de séjour de la personne. La caisse de Sécurité sociale contrôle la validité de ce titre qui ouvre droit à l'assurance maladie, à la complémentaire, et à la couverture maladie universelle (CMU). Depuis la réforme Protection universelle maladie (PUMa) de 2015-2017, ces protections sont maintenues dans les douze mois suivant la fin de la validité du titre de séjour, en attente d'un renouvellement. Les étrangers en situation irrégulière ont droit à une aide médicale d'État, sous conditions de résidence stable et de ressources plafonnées, renouvelable chaque année,,.
En ce qui concerne le droit au séjour pour raison médicale, il dépend entre autres de certificats et rapports médicaux, sur avis d'un collège de médecins de l'Office français de l'immigration et de l'intégration (OFII) qui doivent se baser, selon la loi, sur le risque « d'exceptionnelle gravité » et sur le risque de « non-bénéfice effectif d'un traitement approprié dans le pays d'origine » (incapacité du pays à prendre en charge le patient),. Depuis janvier 2017, ce dispositif est sous tutelle du ministère de l'Intérieur, et non plus sous celle du ministère de la Santé, avec pour conséquences un durcissement des pratiques, une forte diminution de la protection et un allongement de la procédure.

## Statut des immigrants

### Titres et documents de séjour

#### Cadre juridique général
Tout citoyen européen, ressortissant d’un pays de l'Union européenne, dispose de la liberté de circulation et du droit de travailler au sein de l'Union européenne. Afin d’éviter des dérives, cette liberté est encadrée après 3 mois de séjour. À défaut de respecter certaines conditions (principalement liées au travail et aux ressources), les citoyens européens résidant dans un autre pays de l’Union s’exposent à des limitations du droit au séjour.
Il existe cinq catégories principales de titres de séjour, décrites ainsi dans le rapport du Sénat no 626 du 10 mai 2022, intitulé « Services de l'État et immigration : retrouver sens et efficacité », :
« 
- Le visa long-séjour valant titre de séjour (VLS-TS) : valable pour une durée de 4 à 12 mois, il permet d’entrer légalement sur le territoire et dispense de demande de carte de séjour à l’entrée sur le territoire. Il doit toutefois faire l’objet d’une validation en préfecture dans les trois mois suivant l’arrivée en France pour faire définitivement office de titre de séjour.
- Les cartes de séjour temporaire : valable en général pour une durée d’un an, leur délivrance est conditionnée à la détention préalable d’un VLS-TS. Elles peuvent comporter plusieurs mentions, selon leur motif de délivrance, par exemple « vie privée et familiale » pour les personnes disposant d’attaches familiales en France ou « salarié » pour les personnes venant travailler en France en contrat à durée indéterminée.
- Les cartes de séjour pluriannuelles : elles ne peuvent être délivrées qu’après une première année de séjour en France aux détenteurs d’un VLS-TS ou d’une carte de séjour temporaire et sous réserve que les conditions de délivrance du titre initial soient toujours satisfaites et du respect de la condition d’intégration1. La carte pluriannuelle porte en principe la même mention que le titre initial et est valable pour une durée de quatre ans.
- Les cartes de résident : les cartes de résident simple et longue-durée UE ont une durée de validité de 10 ans. Elles sont délivrées selon des conditions particulières à chacune d’entre elles et sont principalement destinées respectivement, d’une part, aux personnes disposant d’attaches familiales en France, ayant rendu des services à la France ou bénéficiaires d’une protection internationale, et, d’autre part, aux personnes résidant de façon légale et ininterrompue depuis cinq ans en France et aux détenteurs d’une carte bleue européenne. À l’expiration de l’une de ces cartes, il est possible de demander une carte de résident permanent offrant un droit au séjour inconditionnel et permanent sur le territoire national.
- La carte de séjour « retraité » : elle est réservée aux personnes ayant vécu en France avec une carte de résident, dont la résidence habituelle est à l’étranger mais qui touchent néanmoins une pension de retraite d’un régime de base français ou de sécurité sociale. Elle permet d’entrer à tout moment en France sans visa pour une durée limitée à un an.

 »
Tout ressortissant étranger majeur souhaitant séjourner en France pour une durée de plus de 3 mois, doit détenir obligatoirement un visa de long séjour ou un titre de séjour. Les ressortissant d'un pays européen ou les suisses ne sont pas concernés par cette obligation. Les différents types de titres sont les suivants.

#### Premiers titres de séjour par motif (hors Britanniques)
En 2023, les premiers titres de séjour délivrés sont légèrement en hausse (+ 2,5 %), pour atteindre un total de 326 954. Le principal motif de délivrance des titres de séjour reste le motif étudiant avec 108 375 premiers titres délivrés en 2023, soit un tiers de l'ensemble. Ils connaissent en outre, une hausse marquée (+ 6,1 %) Pour la deuxième année consécutive, les titres économiques se situent devant les titres humanitaires (respectivement 54 572 et 46 425). Seuls les titres délivrés pour motifs familiaux enregistrent une baisse.

Évolution des premiers titres de séjour par motif d'admission en France depuis 2011 (hors Britanniques).

|                           | 2016    | 2017    | 2018    | 2019    | 2020    | 2021    | 2022    | 2023    |
| ------------------------- | ------- | ------- | ------- | ------- | ------- | ------- | ------- | ------- |
| Économique                | 22 690  | 27 217  | 33 336  | 39 043  | 26 705  | 36 685  | 52 045  | 54 572  |
| Familial                  | 94 341  | 94 243  | 97 663  | 98 206  | 80 660  | 93 172  | 95 939  | 91 078  |
| Étudiants                 | 73 864  | 80 566  | 83 974  | 90 671  | 73 394  | 88 617  | 102 134 | 108 375 |
| Humanitaire               | 30 369  | 37 102  | 35 710  | 38 861  | 33 801  | 41 966  | 41 455  | 46 425  |
| Divers                    | 15 946  | 15 500  | 16 738  | 20 722  | 14 828  | 22 332  | 27 353  | 26 504  |
| Total (hors Britanniques) | 237 210 | 254 628 | 267 421 | 287 503 | 229 388 | 282 772 | 318 926 | 326 954 |

#### Ressortissants britanniques
Le Retrait du Royaume-Uni de l'Union européenne, souvent désigné sous le nom de « Brexit » , a lieu le 31 janvier 2020. Il fait suite au référendum britannique du 23 juin 2016, par lequel 51,89 % des électeurs se sont prononcés pour un retrait de leur pays de l'Union européenne et de la Communauté européenne de l'énergie atomique. Une des conséquences est, pour les ressortissants britanniques résidant sur le territoire français, l’obligation de détenir un titre de séjour à compter du 1er janvier 2022.
| 2016  | 2017  | 2018   | 2019   | 2020  | 2021   | 2022   | 2023  |
| ----- | ----- | ------ | ------ | ----- | ------ | ------ | ----- |
| 1 356 | 2 538 | 11 196 | 22 461 | 7 711 | 99 954 | 11 166 | 9 261 |

#### Ressortissants algériens
En 1962, les accords d’Évian, mettant fin à la guerre d'Algérie et entraînant la disparition des départements français d’Algérie, prévoient que « les ressortissants algériens résidant en France et, notamment, les travailleurs, auront les mêmes droits que les nationaux français, à l’exception des droits politiques ». Le statut des ressortissants algériens est aujourd’hui régi par un accord international franco-algérien signé le 27 décembre 1968 et plusieurs fois modifié par la suite. Ce régime, au départ très privilégié par rapport à celui auquel sont soumises d’autres nationalités, s’est progressivement rapproché du régime général ; sur certains points, il a même pu être plus restrictif : en 1998, par exemple, la loi Chevènement qui a assoupli certains points de l’ordonnance de 1945 n’a pu s’appliquer aux Algériens qu’après la signature d’un avenant à l’accord franco-algérien de 1968, en raison de la supériorité des accords internationaux sur la loi française. D'ailleurs pour la première fois en décembre 2023, L'Assemblée nationale examine un texte de loi demandant aux autorités françaises de dénoncer l'accord de 1968.
Les ressortissants algériens peuvent obtenir un titre de séjour spécifique : le « certificat de résidence ». Il peut s'agir d'un certificat d’un an renouvelable, délivré à des étudiants, des stagiaires ou des travailleurs en contrat à durée déterminée, ou bien d'un certificat de dix ans pour les autres travailleurs. Ceux-ci doivent justifier d’une résidence régulière en France depuis au moins trois ans, d’un emploi stable et de ressources suffisantes. Ce certificat peut aussi concerner d’autres catégories de personnes, par exemple dans le cadre du regroupement familial.

#### Stocks de titres et documents de séjour valides
Le stock de titres valides et documents provisoires de séjour détenus par des ressortissants des pays tiers (hors Britanniques) se situe à plus de 4 millions au 31 décembre 2023, en hausse de 4,4 % par rapport à la fin de l'année 2022,.
|                       | 2016      | 2017      | 2018      | 2019      | 2020      | 2021      | 2022      | 2023      |
| --------------------- | --------- | --------- | --------- | --------- | --------- | --------- | --------- | --------- |
| France métropolitaine | 2 826 022 | 2 965 310 | 3 122 834 | 3 292 367 | 3 352 433 | 3 451 804 | 3 704 613 | 3 876 967 |
| DOM                   | 108 566   | 111 190   | 102 062   | 112 988   | 103 782   | 111 509   | 122 746   | 120 572   |
| COM                   | 6 182     | 5 650     | 5 805     | 5 886     | 6 094     | 5 985     | 6 084     | 6 179     |
| Total                 | 2 940 770 | 3 082 150 | 3 230 701 | 3 411 241 | 3 462 309 | 3 569 298 | 3 833 443 | 4 003 718 |

#### Travailleurs détachés
La France compte environ 210 000 travailleurs détachés officiels en 2013. Toutefois, ce chiffre officiel ne prend pas en compte les travailleurs clandestinement détachés, dans une intention de Fraude sociale en France. Pour Michel Sapin le nombre de travailleurs détachés serait de l'ordre de 350 000.

#### Mineurs non acompagnés
Un mineur non accompagné (MNA) est une personne de moins de 18 ans, de nationalité étrangère et qui se trouve séparée de ses représentants légaux sur le sol français. De sa minorité va résulter une incapacité juridique, et de l’absence de représentant légal, une situation d’isolement nécessitant des mesures de protection. Lorsqu'un enfant étranger se présente sans parent ou représentant légal, il est pris en charge par les services de l'aide sociale à l'enfance (ASE) du département où il se trouve. Dans un premier temps, les services départementaux évaluent la minorité et l'isolement de l'enfant à travers des entretiens. Cette évaluation est essentielle pour déterminer les mesures de protection à mettre en place. Un accueil provisoire d'urgence est mis en place pour assurer la protection immédiate de l'enfant. Cette période permet également de procéder à une évaluation de sa situation. Une fois l'évaluation terminée, les MNA reconnus bénéficient de mesures de protection et d'un accompagnement social adapté à leurs besoins.
|                       | 2016  | 2017   | 2018   | 2019   | 2020  | 2021   | 2022   | 2023   | 2024   |
| --------------------- | ----- | ------ | ------ | ------ | ----- | ------ | ------ | ------ | ------ |
| France métropolitaine | 8 054 | 14 908 | 17 022 | 16 760 | 9 524 | 11 315 | 14 782 | 19 370 | 13 554 |

L’année 2023 a été marquée par une augmentation de la proportion et du nombre de jeunes filles. Ainsi, en 2023, les placements de 1 613 filles auprès des conseils départementaux ont été portés à la connaissance de la mission MNA, soit 8,3 % des MNA confiés au cours de l’année. Ces jeunes filles particulièrement vulnérables sont plus à risque d’être exposées à des violences sexuelles et de genre pendant le parcours migratoire, bien qu’elles ne l’évoquent pas systématiquement. Certaines mineures sont victimes de traite des êtres humains (TEH). Une attention particulière doit être portée à leur suivi médical et psychologique.

### Visas
Les visas délivrés aux étrangers comprennent trois catégories. Les visas de transit permettent la traversée d'un état de l'espace Schengen pour se rendre dans un pays tiers ou le passage par la zone internationale de transit aéroportuaire lors d'une escale internationale. Les visas de court séjour, essentiellement « visas de court séjour Schengen », sont valables en France métropolitaine et dans les autres états membres de l'espace Schengen, sauf rares exceptions et conditions particulières pour les territoires d'outre-mer. Les visas de long séjour sont valables dans toute la France.
En 2023, 2 440 000 Visas sont délivrés, en augmentation significative par rapport à 2022 (+40,4 %), mais loin de ceux d'avant la crise sanitaire (3 534 999 en 2019), le niveau étant comparable à celui de 2013. Parmi ceux-ci, près de 300 000 visas de long séjour ont été attribués. Plus de la moitié d'entre eux est constituée des « visas de long séjour valant titre de séjour » (VLS-TS), qui dispensent de demander un titre de séjour en préfecture. Le nombre de VLS-TS délivrés est à son maximum historique en 2023.

### Demandeurs d'asile
Un demandeur d'asile est une personne demandant la reconnaissance de la qualité de réfugié ou le bénéfice de la protection subsidiaire, qui bénéficie du droit de se maintenir provisoirement sur le territoire dans l’attente d’une décision en première instance de l’Office français de protection des réfugiés et apatrides (Ofpra) ou en appel de la Cour nationale du droit d’asile (CNDA ) sur sa demande de protection.
Le statut de réfugié est accordé aux personnes qui sont persécutées dans leur pays d'origine en raison de leur race, religion, nationalité, appartenance à un certain groupe social, ou opinions politiques,. Celui de la protection subsidiaire est accordé aux personnes qui ne remplissent pas les critères pour le statut de réfugié mais qui sont exposées à des risques graves comme la peine de mort, la torture, ou des traitements inhumains et dégradants. La carte de séjour pluriannuelle bénéficiaire de la protection subsidiaire qui est délivrée a une durée de validité maximale de 4 ans. La protection temporaire est quant à elle accordée dans des situations exceptionnelles, comme l'afflux massif de personnes déplacées, par exemple, les Ukrainiens fuyant la guerre en Ukraine,. Enfin le statut d'apatride est accordé aux personnes qui ne possèdent pas de nationalité et ne peuvent pas être renvoyées dans leur pays d'origine. La qualité d'apatride est reconnue à toute personne qui répond à la définition de l'article 1er de la Convention de New York sur l'apatridie du 28 septembre 1954,.
En 2023, 167 056 demandes (mineurs compris) ont été formulées en Guichets uniques pour demandeurs d'asile (GUDA), en hausse de 7,2 % par rapport à 2022. L'Afghanistan (16 550), la Guinée (10 512) et la Turquie (9 806) sont les premiers pays de provenance des premières demandes d’asile. Parallèlement, 142 649 demandes d'asile ont été enregistrées à l'Ofpra en 2023, soit une hausse de + 8,7 % par rapport à 2022. Par ailleurs, cet organisme a rendu 136 811 décisions, légèrement plus qu'en 2022 (+1,7 %). Le nombre de décisions prises reste très supérieur à celui de 2019 (+ 13,4 %). Les décisions d'accord enregistrent, quant à elles, une hausse de + 14,6 % à 44 560 attributions de l'asile, contre 38 885 en 2022. Elles sont nettement plus nombreuses qu'en 2019 (+38,6 %). Ce surcroît de dynamisme des accords d'asile par rapport à l'ensemble des décisions augmente mécaniquement le taux d'accord Ofpra, lequel s'approche d'une décision favorable sur trois en 2023.
|                        | 2016   | 2017   | 2018   | 2019   | 2020   | 2021   | 2022   | 2023   |
| ---------------------- | ------ | ------ | ------ | ------ | ------ | ------ | ------ | ------ |
| Statut de réfugié      | 16 781 | 18 290 | 19 992 | 19 311 | 20 200 | 34 754 | 43 517 | 44 759 |
| Protection subsidiaire | 9 647  | 13 444 | 13 224 | 10 397 | 13 004 | 19 630 | 12 759 | 16 136 |
| Total                  | 26 428 | 31 734 | 33 216 | 29 708 | 33 204 | 54 384 | 56 276 | 60 895 |

### Accès à la nationalité française
Le conjoint d’un Français peut acquérir la nationalité française par déclaration après un délai de quatre ans. Toutefois, la communauté de vie « tant affective que matérielle » ne doit pas avoir cessé entre les époux, et le conjoint étranger doit connaître la langue française. Le délai est porté à cinq ans dans certains cas où le couple a vécu hors de France. Enfin, le gouvernement peut s'y opposer par décret en Conseil d'État, pour indignité ou défaut d'assimilation, autre que linguistique, en particulier dans le cas de polygamie ou de violence sur mineur.
En 2023, 97 288 personnes ont obtenu la nationalité française, en baisse de 15,0 % par rapport à 2022, de 24 % par rapport au pic de 2021 et de 32 % par rapport à celui de 2010. Elles se répartissent en 40 064 par décret, 51 105 par déclaration et 2 119 sans formalités. Parmi celles-ci, 19 455 ont été obtenues par mariages et 32 533 correspondent à des déclarations anticipées (mineurs de 13 à 17 ans).

Évolution des acquisitions de la nationalité française entre 2008 et 2023.

|                                     | 2016    | 2017    | 2018    | 2019    | 2020   | 2021    | 2022    | 2023   |
| ----------------------------------- | ------- | ------- | ------- | ------- | ------ | ------- | ------- | ------ |
| A.Par décret                        | 68 067  | 65 654  | 55 830  | 49 671  | 41 927 | 75 249  | 60 556  | 40 064 |
| B.Par déclaration                   | 49 017  | 46 672  | 52 350  | 58 308  | 41 234 | 50 939  | 51 411  | 55 105 |
| dont mariage                        | 20 702  | 17 476  | 21 000  | 25 262  | 18 223 | 17 280  | 16 465  | 19 455 |
| Déclarations anticipées (13-17 ans) | 27 100  | 27 501  | 29 340  | 30 041  | 20 826 | 30 749  | 32 020  | 32 533 |
| C.Acquisitions sans formalité       | 2 068   | 1 948   | 1 834   | 1 842   | 1 703  | 2 372   | 2 516   | 2 119  |
| Total (A+B+C)                       | 119 152 | 114 274 | 110 014 | 109 821 | 84 864 | 128 560 | 114 483 | 97 288 |

## Politique migratoire de la France

### Contrôle des frontières
La France fait partie de l’espace Schengen, créé en 1995, un espace unique en matière de voyages internationaux et de contrôles frontaliers, où le franchissement des frontières intérieures s'effectue librement, sans passeport, sans contrôle,. Depuis 2015, huit pays ont réintroduit des contrôles d’identité à leurs frontières (la Slovénie, l’Italie, l’Allemagne, l’Autriche, la France, la Norvège, le Danemark, la Suède). En France ces mesures ont été introduites au cours de l'année 2016 dans le cadre de l’état d’urgence décrété à la suite des attentats de novembre 2015, de l'organisation d'évènements sportifs de grande ampleur comme le Tour de France et l'Euro 2016, et du nouvel attentat du 14 juillet 2016 à Nice. La loi du 19 décembre 2016 a prolongé l’état d’urgence jusqu’au 15 juillet 2017 et le gouvernement français a de nouveau rétabli les contrôles aux frontières intérieures jusqu’à la même date. Mais dans un arrêt du 26 avril 2022, la Cour de justice de l'Union européenne considère que ces contrôles contreviennent aux dispositions du code frontières Schengen et décide que la prolongation de tels contrôles au-delà d’une durée de six mois serait contraire au droit de l’Union, sauf en cas d’une nouvelle menace grave pour l’ordre public et la sécurité intérieure. Les États membres concernés, dont la France, doivent cesser ces contrôles. Pour régulariser la situation, l'Union européenne adopte, le 24 mai 2024, une réforme du code Schengen qui autorise désormais des contrôles temporaires aux frontières intérieures de l’espace Schengen en cas de menace grave pour l'ordre public ou la sécurité intérieure. C’est ainsi que huit pays décident de nouveaux contrôles aux frontières : d'abord l'Allemagne le 16 septembre 2024, puis la France, l'Autriche, le Danemark, l'Italie, la Norvège, la Slovénie et la Suède à partir du 1er novembre 2024, invoquant des risques sécuritaires, notamment le terrorisme, l’immigration irrégulière et la violence liée aux migrants. Pour la France, ces contrôles qui étaient prévus jusqu'au 30 avril 2025 ont été prolongés jusqu'au 31 octobre 2025,. Contestés par des associations estimant que ces contrôles vont à l’encontre du principe de libre circulation, cette mesure a été validée par le Conseil d’État, en mars 2025, la jugeant conforme au nouveau règlement Schengen et proportionnée aux menaces pesant sur la France.

### Immigration légale et intégration

#### Admission et sélection des immigrants
Tout citoyen européen, ressortissant d’un pays de l'Union européenne, dispose de la liberté de circulation et du droit de travailler au sein de l'Union européenne. Afin d’éviter des dérives, cette liberté est encadrée après 3 mois de séjour. À défaut de respecter certaines conditions (principalement liées au travail et aux ressources), les citoyens européens résidant dans un autre pays de l’Union s’exposent à des limitations du droit au séjour. Des conventions internationales déterminent les papiers que doivent présenter les candidats à l’entrée sur le territoire français : passeport, visa.

### Immigration irrégulière et retour

#### Mesures d’éloignement de personnes en situation irrégulière
En droit des étrangers français, l’éloignement est le terme générique pour désigner l'ensemble des mesures administratives ou judiciaires d’éloignement qui visent à assurer le départ d'un étranger du territoire français, de manière forcée ou, éventuellement en y étant incité (retour « volontaire » ou aidé). Un étranger en situation irrégulière peut faire l’objet de cinq types de mesures d'éloignement :
- l'obligation de quitter le territoire français (OQTF) est une mesure administrative d'éloignement des étrangers qui peut être prise à l'issue d'une demande ou d’un renouvellement de titre de séjour en préfecture qui a abouti à un refus ou à la suite d’une interpellation, par exemple lors d’un contrôle d’identité mettant au jour la situation irrégulière de la personne, ou à la suite d’une infraction pénale ayant abouti à une peine assortie d’une annulation du titre de séjour ;
- l'arrêté d’expulsion, qui vise un étranger, est une mesure de protection de l’ordre public. Elle est prise par le préfet ou le ministère de l’Intérieur, et a pour effet d’interdire le retour de l’étranger de manière définitive, sauf si la	mesure est abrogée. Le retour est exécuté de force ;
- la  réadmission Schengen est la reconduite d’un étranger à destination d’un État membre de l’Union européenne ou de l'espace Schengen ;
- le transfert « Dublin » est le transfert d’un demandeur d'asile à l’État européen responsable de l’examen de sa demande ;
- la peine d’interdiction du territoire français (ITF) est une décision judiciaire prononcée par le juge pénal contre un étranger ayant commis un crime ou un délit.

Pour avoir un ordre de grandeur du nombre des différentes mesures d'éloignement, les préfectures et juridictions françaises ont prononcé en 2022 153 042 mesures d’éloignements se répartissant en 134 280 OQTF (87,7 %), 16 367 « réadmissions Schengen » et « transferts Dublin » (10,7 %), 344 arrêtés d’expulsion (0,2 %) et 2 051 ITF (1,3 %). L'OQTF est ainsi la principale mesure d’éloignement en nombre.

## Conséquences

### Impact économique et budgétaire

#### Étude européenne
En 2011, une vingtaine de députés, sénateurs et représentants français au Parlement européen, étiquetés à gauche pour 17 d'entre eux, ont initié un audit de la politique d’immigration, d’intégration et de codéveloppement. 35 experts ont été entendus sur les différents aspects de la politique migratoire, dont l'aspect macroéconomique. À ce sujet, la députée Sandrine Mazetier donne les indications suivantes dans le résumé qu'elle fait de ce rapport sur son site internet :

« Enquête emploi à l’appui, Hervé Le Bras a montré que le taux d’activité entre des étrangers de 30 à 49 ans et des Français du même âge est sensiblement identique (90 % et 95 %). Comme l’a souligné Jean-Pierre Garson, économiste à l’OCDE, les migrants sont présents dans tous les secteurs de l’économie, avec une complémentarité sur le marché du travail dont les besoins sont divers en qualifications. Une politique migratoire ayant pour objectif de ne recruter que des personnes qualifiées relève donc du contresens économique et social. Membre du Conseil d'orientation des retraites, Didier Blanchet a ainsi mis en lumière le fait que si l’immigration ne peut lutter à elle seule contre le vieillissement, elle compense partiellement le déficit de naissance. Quant au professeur d’économie Lionel Ragot, il a souligné que si la France optait pour une « immigration zéro », ce n’est pas 3 % du PIB supplémentaire qu’il faudrait trouver à l’horizon 2050 pour financer la protection sociale, mais 5 % du PIB. Quant à l’impact des migrations sur le marché du travail, Joël Oudinet, Maître de conférence à l’Université Paris 13, a montré que le travail des immigrés ne « concurrencerait » qu’une fraction du salariat issu des anciennes vagues d’immigration. »

L'OCDE estime que les immigrants jouent un rôle décisif dans la croissance économique à long terme et invite les pays à ne pas fermer leurs frontières, même en temps de crise. D’après le premier rapport annuel de la Commission européenne sur la migration et l’intégration, il est difficile d’obtenir une estimation fiable de la contribution budgétaire nette des immigrants, bien qu'ils soient soumis aux mêmes obligations fiscales que les Français. Les économistes de l'OCDE évaluent cependant dans une étude parue en juin 2013 que le budget de ses états membres bénéficie en moyenne de quelques milliards d'euros supplémentaires grâce à la jeunesse des migrants. L'étude montre néanmoins que l'immigration coûte 10 milliards d'euros par an aux finances publiques françaises, en raison d'une immigration plus ancienne qui entraîne plus de retraites.

#### Études françaises
En 2005, selon une étude dirigée par Hillel Rapoport de l'université Lille I avec le soutien du ministère du Travail, les immigrés extraeuropéens sont environ 1,6 fois plus nombreux que les natifs à recevoir des allocations chômage, 3,8 fois plus représentés parmi les bénéficiaires du RMI et 2,5 fois plus dépendants des aides au logement. Cependant, leur surreprésentation dans les classes d'âge actives et leur plus faible espérance de vie font qu'ils pèsent moins sur les caisses des branches maladies et vieillesse. De même, malgré leur taux d'inactivité plus important que celui des natifs, leur contribution globale aux recettes de l'État reste positive. Mais cette contribution ne prend pas en compte le vieillissement futur des immigrés et les coûts associés (retraites, santé). En projetant sur le long terme, en supposant « un apport perpétuel d'individus d'âge actif » et en tenant compte de « la contribution nette des descendants de ces immigrés », les auteurs estiment que « l'impact global de l'immigration sur les finances publiques est légèrement positif ».
Jacques Dupâquier et Yves-Marie Laulan estiment le coût annuel de l’immigration pour la France à 36 milliards d’euros, dont 24 milliards pour l'immigration proprement dite et 12 milliards pour l'intégration. Leur étude s'appuie notamment sur les travaux du professeur d’économie Jacques Bichot qui donne, dans une étude pour l'Institut Thomas-More, ce chiffre de 24 milliards d'euros estimé pour l'année 2005, avec comme données principales les dépenses en justice et maintien de l’ordre, système scolaire, enseignement supérieur, protection sociale, services publics de transports et faits mafieux. D'autres économistes comme Xavier Chojnicki montrent que pour cette même année 2005 la population immigrée avait produit plus de richesse qu'elle n'en avait consommée avec une contribution nette de 3,9 milliards d'euros.
Selon Maurice Allais, prix Nobel d'économie conservateur et protectionniste, lorsqu’un travailleur immigré entre dans un pays, il faut consacrer une épargne supplémentaire quatre fois supérieure à son salaire annuel pour construire les infrastructures nécessaires (école, logement, hôpital…), et dix à vingt fois supérieure s'il arrive avec une femme et trois enfants. Mais une étude ultérieure de trois économistes, Hippolyte d'Albis, Ekrame Boubtane et Dramane Coulibaly, tend à prouver qu'en France l'immigration familiale a un effet positif sur la croissance. Cette étude « sans donner de montant » insiste notamment sur l'impact positif de l'immigration familiale, car selon ses auteurs, les femmes d'Afrique noire ou subsaharienne « occupent des emplois de gardes d'enfants ou de femmes de ménage et libèrent de ces contraintes domestiques des femmes autochtones plus qualifiées qui peuvent aller sur le marché du travail ».
En 2014, des professeurs d'économie comme El Mouhoub Mouhoud confirment les études françaises qui indiquent en grande majorité que l'immigration a un effet positif sur la croissance.
Selon une étude menée par les économistes Xavier Chojnicki et Lionel Ragot et publiée en 2012, l'immigration serait bénéfique pour les entreprises et pour l’État. Souvent jeunes et en bonne santé, ils paient davantage d’impôts et de cotisations qu’ils ne reçoivent de prestations sociales. Le cabinet McKinsey estime que les immigrés « contribuent à près de 10 % de la richesse mondiale », notamment parce que la main-d’œuvre étrangère est très profitable aux entreprises. Pour le magazine Capital « La flexibilité est le premier atout de la main-d’œuvre immigrée. (…) Dans d’autres secteurs, c’est leur côté “durs à la tâche” qui rend les travailleurs immigrés si précieux ».
Dans un audit publié en 2020, la Cour des comptes chiffre le coût de l’immigration à 6,6 milliards d’euros en 2019 en progression d’environ 48 % par rapport à 2012. La politique d'asile explique un tiers de cette progression et l'aide médicale d'État un cinquième,.

### Conséquences sur les salaires
Selon certains analystes, l'immigration permettrait à un certain nombre de grandes entreprises de faire venir en Europe une main-d’œuvre bon marché afin de peser durablement à la baisse sur les salaires des travailleurs européens. Plusieurs études se sont penchées sur cet impact de l'immigration sur les salaires. Un rapport du Conseil d'analyse économique (CAE) en 2009 cite plusieurs d'entre elles : l'étude de Joseph Atlonji et David Card avance qu'« une hausse de la proportion d’immigrés d’un point de pourcentage réduit le salaire de 1,2 % », chiffres repris par la suite par Marine Le Pen.  Gilles Saint-Paul met en perspective ses études et avance que pour un pays comme la France avec de fortes « rigidités salariales », l'effet serait probablement moindre sur les salaires et inversement davantage à la hausse sur le chômage.
Selon quelques économistes cités par l'Express, l'immigration aurait même un impact positif sur les salaires. Après avoir rappelé que la situation américaine ne peut valablement être plaquée sur la française, des chercheurs expliquent que le SMIC empêche la modération des bas salaires et que dans les emplois mieux qualifiés le manque de main d'œuvre empêchent les entreprises de baisser les salaires. Par ailleurs une étude portant sur la période 1962-1999 montre un impact positif de l'immigration sur les salaires.
En 2021, une étude de l'OFCE estime qu'une augmentation d'1 % du nombre de travailleurs due à l'immigration sur la période 1976-2007 a conduit à une baisse d'environ 0,99 % du salaire journalier des ouvriers non qualifiés français et de 0,33 % pour les ouvriers qualifiés.

### Immigration et délinquance
L'impact supposé de l'immigration sur la délinquance est régulièrement débattu en France. En 2010, dans son ouvrage Le déni des cultures le sociologue Hugues Lagrange pose la question du plus fort taux de délinquance des enfants de migrants résidant dans des quartiers d'immigration en mettant en avant le poids des variables culturelles. Au-delà de son succès médiatique,, l'enquête reçoit une réception très défavorable de la part des chercheurs spécialistes de ces questions,,,. Selon un article du magazine Le Point publiée le 24 juin 2004, « au 1er janvier 2004, les étrangers représentaient 12 241 détenus dans les prisons françaises, sur une population carcérale de 55 355 personnes ». En 2017, la part des prévenus et condamnés de nationalité étrangère atteint 22 % de la population carcérale. Dans ce total, quatre pays d'origine rassemblent 42 % de l'ensemble des ressortissants étrangers : l'Algérie, le Maroc, la Roumanie et la Tunisie. En avril 2020, le ministère de la Justice précisait que la population carcérale était composée de 23,5 % d'étrangers, contre 7 % d'étrangers dans la population française à cette période. Pour autant, les recherches menées sur le sujet montrent que cette surreprésentation statistique s'explique par une série de biais. Comme le souligne la synthèse d'une série d'études, de nombreux motifs d'arrestation sont spécifiquement liés au statut d'étranger (qu'il s'agisse d'« entrées ou séjours irréguliers, des soustractions à l’exécution d’une mesure de reconduite à la frontière, du travail sans titre de séjour pour l’exercer, etc ») et parfois spécifiquement ciblées dans le cadre de « politiques du chiffre ». De plus, une part importante des immigrés présentent davantage de caractéristiques communément associées à la délinquance (ils sont souvent plus jeunes, plus pauvres que le reste de la population, etc.). Ensuite, ils sont davantage susceptibles que les nationaux d’être contrôlés, et les peines prononcées contre eux sont en moyenne plus sévères. Une recherche menée sur 7.500 dossiers conclut que pour le même délit, un étranger est souvent plus sévèrement puni qu'un individu de nationalité française et a par exemple huit fois plus de chances d'être emprisonné,,.

### Impact sur la santé publique
En raison essentiellement de l'immigration en provenance d'Afrique et du bassin Méditerranéen, la drépanocytose est devenue la première maladie génétique diagnostiquée en France. Depuis l'an 2000 un dépistage néo natal est organisé. Celui-ci est systématique dans les DOM-TOM, et ciblé en Métropole sur les enfants originaires des régions à risques. Celles-ci sont les départements français d'Outre-Mer, les pays d'Afrique subsaharienne, l'Amérique du Sud et les Noirs d'Amérique du Nord, le Maghreb, l'Italie du Sud, la Sicile, la Grèce la Turquie et enfin le Moyen-Orient. En 2014, en métropole, 37,2 % des nouveau-nés (290 893 sur un total de 781 881) ont fait l'objet de dépistages. Ce pourcentage variant selon les régions de 8,1 % en Bretagne à 69,6 % en Île-de-France en raison des différences d’origine dans la population parentale. Bien que le nombre d'enfants diagnostiqués soit en forte progression depuis 10 ans (19 % en 2000), le nombre de syndromes drépanocytaire majeur (SDM) détectés (341 en 2010) reste globalement stable de l'ordre de 300 à 350 cas par an en Métropole et sont détectés principalement en Île-de-France. L’incidence moyenne de la drépanocytose en métropole était de 1/743 nouveau-nés testés et de 1/2 364 sur l’ensemble des nouveau-nés,.

### Intégration

#### Intégration sociale
L'historien Benoît Bréville relève qu'au XXe siècle, « l'intégration a été favorisée par le travail, à une époque où la solidarité ouvrière, le sentiment d’appartenance professionnelle et la conscience de classe étaient vifs ; le service militaire et les deux guerres mondiales, qui réunirent sous le même drapeau Français et descendants d’étrangers ; l’école, alors lieu d’acclimatation à la culture dominante et outil d’ascension sociale pour les enfants d’immigrés ; l’Église catholique, qui tentait de s’attirer les fidèles étrangers en leur proposant patronage et services de bienfaisance ; les luttes sociales et le militantisme, quand le Parti communiste français, la Confédération générale du travail (CGT) et leurs associations satellites (Secours populaire français, Union des femmes françaises, Tourisme et travail…) servaient encore de « machines à intégrer » ; la ville populaire ancienne, qui offrait une certaine mixité sociale et ethnique ».
Une partie de la population immigrée concentre aujourd’hui un grand nombre de problèmes économiques et sociaux (chômage, déscolarisation, délinquance, criminalité). Ces difficultés ne sont pas nouvelles. La concentration d’immigrés dans certaines zones urbaines, près des frontières ou des bassins industriels, existe depuis le XIXe siècle. Ainsi la France de l’ouest et du centre compte relativement peu d’immigrés alors que la France de l’est et du midi en compte beaucoup plus. La présence de ces groupes d’immigrés a toujours suscité des problèmes d’intégration tant sur le marché du travail que socialement, beaucoup d'immigrés ne parlant pas la langue nationale à leur arrivée et vivant uniquement dans leur communauté d'origine ; d'autre part, des manifestations de xénophobie, ou de racisme, peuvent aussi se produire bien qu'elles tendent à s’atténuer dans leurs excès avec le temps,.
Toutefois, selon Gérard Noiriel, toutes les populations anciennes d’immigrants ont réussi à s’adapter à la société française jusqu’à présent. Cela est dû :
- au travail industriel, qui constitua un puissant facteur d’intégration sociale ;
- à l’école, par l’éducation à travers les normes et les valeurs françaises et par la formation professionnelle ;
- aux associations de migrants, telles que les associations religieuses ou sportives, qui jouent le rôle d’intermédiaires entre les nouveaux arrivants et la société française — ce facteur est d’ailleurs le plus important dans la réussite de l’intégration sociale des immigrants ;
- à l’engagement social, politique et syndical.

#### Intégration culturelle et cultuelle
En 1992, une enquête de l'Insee montre que 22 % des parents immigrés n’utilisent que leur langue maternelle pour communiquer avec leurs enfants. Les Turcs, et dans une moindre mesure les Marocains, font monter cette moyenne, avec respectivement 52 % et 24 %. En excluant les Turcs, la moyenne chute à 17 %. En excluant également les Marocains, elle chute à 15 %.
Une étude de l'Insee parue en 2009 montre que, toutes choses égales par ailleurs (notamment le niveau social), les enfants issus de familles immigrées ont une probabilité d'obtention du baccalauréat supérieure à celle des enfants issus de familles non immigrées. Cela s'explique par des aspirations scolaires plus fortes chez les familles immigrées, aussi bien celles des parents pour leurs enfants que celles des enfants eux-mêmes.
Cependant, selon l'Insee et l'Ined, 32 % des descendants de parents nés au Maghreb n'ont aucun diplôme au-delà du brevet des collèges, contre 16 % pour la population majoritaire.
Par ailleurs, selon le Conseil de l'Ordre des médecins en France, 10 % des 276 354 médecins inscrits au tableau de l'Ordre au 1er janvier 2014 sont des immigrés nés dans un pays arabe (8,5 % du Maghreb et 1,5 % du Liban ou de Syrie).
Pour François Héran, directeur de l'Institut national d'études démographiques de 1999 à 2009, qui estime le nombre de personnes ayant une « origine musulmane » en 2017 à un huitième de la population totale (12,5 % soit près de 8,4 millions de personnes), « dès lors qu'on atteint de telles proportions, il devient absurde de soutenir qu'un […] huitième de la population vivant en France, française dans sa grande majorité, ne serait pas intégré ».

## Immigration et opinion publique

### De la fin duXIXesiècleà la fin des années 1960
L'antisémitisme et le racisme sont des idéologies et des programmes politiques qui sont nés à la fin du XIXe siècle, avec le développement de l'immigration et de la colonisation, en s'appuyant sur des réactions instinctives pour les transformer en discours publics. Les professionnels de la parole publique ont ainsi une responsabilité majeure dans la fabrication des discriminations et des stéréotypes.
La représentation des étrangers est fortement liée à l’évolution de la vie économique, sociale, politique et culturelle. Aux phases de mutations économiques correspondent des ruptures dans les opinions et comportements à l’égard de l’étranger. Le recours à la main-d’œuvre étrangère s’inscrit depuis plus d’un siècle dans le mode de fonctionnement du marché national du travail. Après 1945, l’appel aux étrangers s’est amplifié.
À chaque nouvelle crise économique, les différentes vagues d'immigrants (de Belgique, d'Italie, de Pologne et d'Espagne) furent l'objet de discours alarmistes présentant ces vagues migratoires comme un phénomène d'invasion par des personnes que leurs caractères propres rendraient inassimilables,. Cette position était alors relayée par certains journaux. À la fin du XIXe siècle, ces mouvements xénophobes furent notamment attisés par les classes sociales aisées, comme les médecins ou les avocats, qui voyaient d'un mauvais œil la concurrence que pouvaient constituer les immigrants qualifiés dans des circonstances économiques difficiles. Pour limiter les actions violentes xénophobes (lynchages), l'État met en place à la fin du XIXe siècle des lois destinées à surveiller les étrangers afin de calmer la population.

### Période 1970-2000
Ce n’est qu’à la fin des années 1970 et au début des années 1980, lorsque le chômage et les problèmes sociaux se généralisent, que la question de l’immigration s’est imposée à l’ensemble de la société. Dèq lors, les rapports entre Français et immigrés sont devenus une composante essentielle de la vie politique et sociale. Trois moments constituent les premiers signes d’une prise de conscience, par l’opinion publique, de la présence étrangère en France. Les deux premiers, événements majeurs de la vie politique française, amorcent le cheminement vers la connaissance collective des réalités de l'immigration et révèlent nécessaire la prise en charge de cette population. Il s'agit de la guerre d'Algérie, à travers les événements du 17 octobre 1961 et des journées de mai-juin 1968. Le troisième est le tragique incendie d'Aubervilliers en janvier 1970 où cinq travailleurs immigrés africains trouvent la mort dans l'incendie d'un foyer d'Aubervilliers. Le drame est largement médiatisé. Le Figaro dénonce les « marchands de sommeil » et demande « Qui veille à la santé de ces infortunés transplantés ? Ils balaient les rues lorsque les caniveaux sont gelés, puis ils tentent de triompher de la tuberculose qui les mine ou de l’oxyde de carbone ! Voilà le sort de ces déshérités. Il importe d’y apporter d’urgence un remède. ». Armand Jammot consacre une émission des Dossiers de l'écran aux travailleurs étrangers en France le 14 janvier,.
De la guerre d’Algérie à la guerre du Golfe, de la décolonisation à la construction européenne, l’opinion publique a suivi un processus long et chaotique, fait de rejet et de solidarité avec des populations issues de continents différents, à la couleur de peau différente. Yvan Gastaut dans son ouvrage « L'immigration et l'opinion en France sous la Vème République » relève trois tendances sur la période 1962-2000. La première tendance met en relief une permanence historique des comportements et notamment la persistance d’un vieux fond xénophobe, des tendances populaires et quotidiennes à l’exclusion et au rejet des étrangers.
La deuxième est la capacité de l’opinion publique à mieux accepter les étrangers. L’image des immigrés s’est constamment améliorée dans l’opinion publique, qui est passée d’un rejet des étrangers inhibé, tabou mais violent, à un rejet exhibé, conscient mais réglementé et tempéré[réf. souhaitée]. Dans La France de l’intégration, Dominique Schnapper a insiste sur le fait que la « machine à intégrer» fonctionnait toujours et que l’intégration des immigrés était inévitable. Pierre Milza a démontré que les réalités de l’immigration vont à l’encontre des lieux communs : les migrants sont en voie d’intégration dans le corps social français, même si les chemins sont parfois différents.
La troisième tendance est la coexistence de plusieurs formes de rejet chez les Français, plus particulièrement au milieu des années 70. Des changements se sont manifestés dans les motivations de l’exclusion et ses expressions, entraînant une évolution de la perception négative de l’étranger. Sous la Ve République, la focalisation s’est faite sur les Arabes pendant que régressait l’aversion envers les juifs et que les autres migrants n’étaient pas épargnés par le racisme mais à des degrés moindre.

### Période 2000 à aujourd’hui
Gérard Noiriel constate depuis le début des années 2000 des dérives mémorielles sur le volet racial. Didier Fassin et Éric Fassin ont souligné l'importance de plus en plus grande accordée aujourd'hui dans le débat public au vocabulaire de la race pour appréhender les questions sociales. En prenant l'exemple des « émeutes » de novembre 2005, ils soulignent que ce lexique a été utilisé par ceux qui avaient pris la défense des jeunes (leur combat est vu dans ce cas comme une lutte contre les discriminations raciales), mais aussi par leurs adversaires (qui voient dans ces violences une nouvelle illustration du racisme anti-Blancs). On constate ainsi que la tendance à désigner les immigrants (et leurs enfants) venus des pays de l'ancien empire colonial français à l'aide d'étiquettes ethnico-raciales (tendance apparue au lendemain de la décolonisation dans le discours des experts) s'impose aujourd'hui dans tous les secteurs de la vie publique. Du côté des politiques comme du côté des intellectuels, la même tendance se fait jour.
Les années 2010 voient l’avènement des réseaux sociaux qui contribuent à influencer l’opinion publique, c’est-à-dire l’état d’esprit majoritaire de la population, et, indirectement, le vote des citoyens et citoyennes. La qualité du traitement médiatique d’un sujet sociétal aussi central que la migration est un enjeu essentiel pour la démocratie : sans débat public informé, reposant sur des faits établis et des informations fiables, point de propositions politiques réalistes et pertinentes, point non plus de confiance et de choix informés de la part des citoyens et citoyennes.
Les attitudes envers le racisme, l’antisémitisme et la xénophobie en France font l'objet d'un suivi par la Commission nationale consultative des droits de l'homme. Son rapport de 2022 estime que « la présence des immigrés ne semble pas susciter en tant que telle une opposition très marquée. Si près d’un Français sur deux (49 %) a le sentiment que les immigrés sont trop nombreux aujourd’hui en France, ils considèrent en majorité (72 %) que la présence d’immigrés est une source d’enrichissement culturel et que les travailleurs immigrés doivent être considérés comme chez eux en France car ils contribuent à l’économie française (81 %)" et que le sentiment d'une présence trop importante des immigrés en France est surtout le fait "des sympathisants LR (82 %) et RN (94 %) ».
Un sondage BVA publié par la Fondation Jean Jaurès indique que l'immigration reste un marqueur du clivage gauche-droite : l'idée selon laquelle « il y a trop d'immigrés aujourd'hui en France » serait partagée par 69 % des personnes interrogées, contre 63 % en 2018, dont 51 % des sympathisants LFI, 50 % d'EELV, 43 % du PS, 59 % de Renaissance, 83 % des Républicains, 95 % du RN. Pour ce qui concerne la question des réfugiés qui demandent l'asile s'ils sont persécutés dans leur pays, les sympathisants de gauche interrogés jugent pour 84 % d'entre eux que la France doit les accueillir. La proportion est de 80 % parmi les sympathisants Renaissance, mais de seulement 47 % chez les Républicains et 26 % au RN. De même, 54 % des sympathisants de La France insoumise, 69 % des socialistes et 70 % des écologistes approuvent la réduction des moyens de contester une obligation de quitter le territoire français (OQTF).

### Note
1. ↑  Les raisons invoquées sont les menaces graves pour la politique publique, l'ordre public et la sécurité intérieure que représentent les menaces djihadistes persistantes, la recrudescence des attaques antisémites, les réseaux criminels croissants facilitant la migration irrégulière et le trafic illicite, et les flux migratoires irréguliers vers la frontière franco-britannique qui risquent d'entraîner l'infiltration d'individus radicalisés, ainsi que les franchissements irréguliers des frontières de la Manche et de la mer du Nord, accompagnés d'une recrudescence de la violence parmi les migrants, en particulier dans les zones côtières du nord telles que Dunkerque et Calais, créant des situations tendues et périlleuses tant pour les migrants que pour les forces de l'ordre.